# Ferrocarril de Mariazell
El ferrocarril de Mariazell, en forma abreviada MzB, que proviene del alemán Mariazellerbahn, es un ferrocarril de vía estrecha electrificado, con un ancho de vía de 760 Milímetros (ancho de vía bosnio) en Austria. El tren de montaña une la capital de la Baja Austria, Sankt Pölten con el Santuario de Mariazell en la región de Estiria; originalmente llegó hasta Gußwerk. Originariamente su nombre oficial fue Niederösterreichisch-steirische Alpenbahn (Ferrocarril alpino de la Baja Austria a Estiria)
Es propiedad desde  diciembre de 2010 de la Niederösterreichische Verkehrsorganisationsgesellschaft (NÖVOG). El ferrocarril a Mariazell es parte del transporte público de la región oeste (Verkehrsverbund Ost-Region (VOR) Gesellchaft m.b.H. El sur de la Sección entre Mitterbach y Mariazell está integrado en la red de transporte de Estiria (Steirischer Verkehrsverbund).
El ferrocarril de Mariazell estaba estrechamente conectado con el ferrocarril local en desuso de Ober-Grafendor a Gresten ("Krumpe"), un ramal no electrificado.

## Descripción de la línea

### Tramo del valle

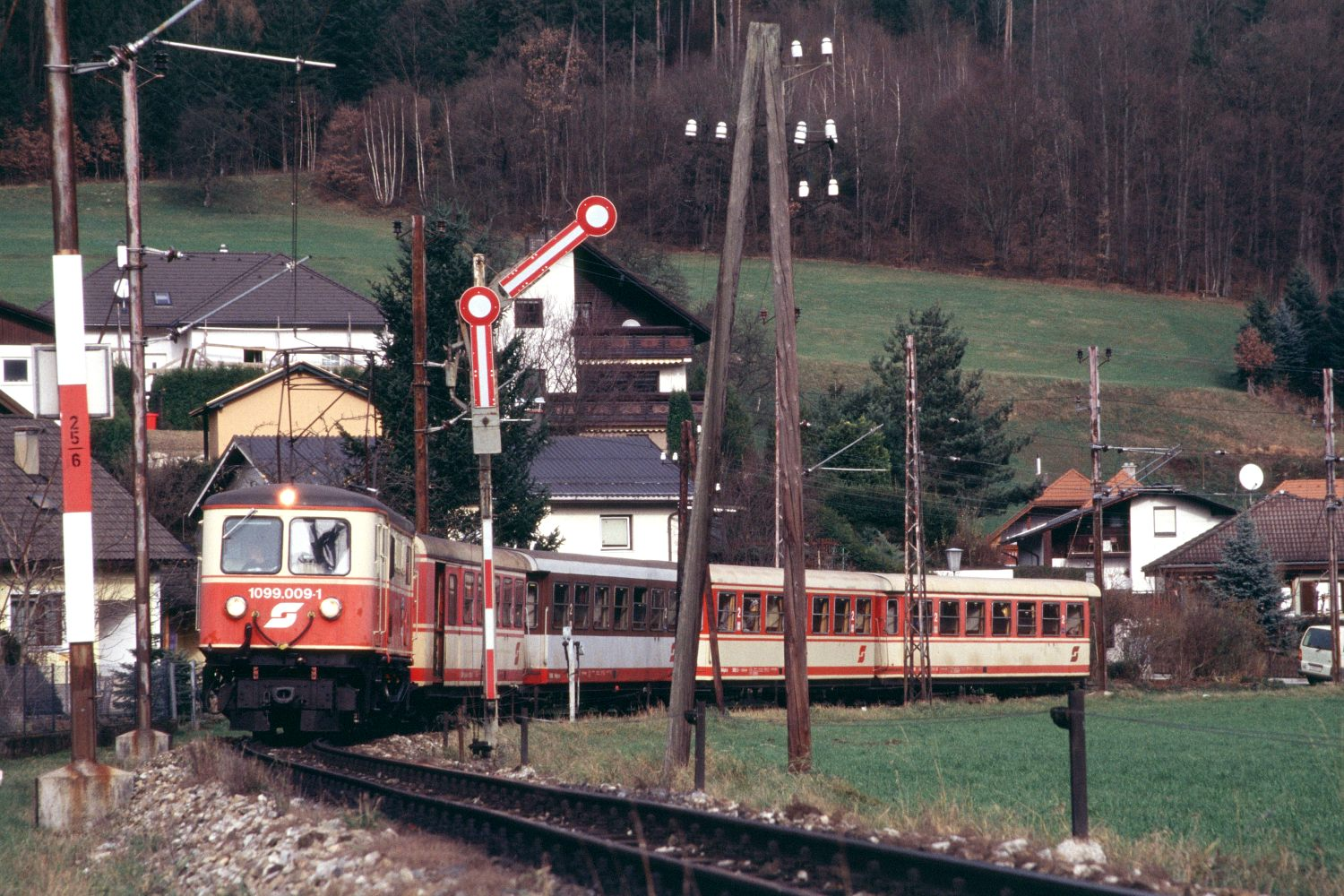
La señal semafórica de Rabenstein

La ruta comienza en la estación central de St Pölten de la línea Westbahn (ferrocarril del oeste). Justo después de salir de la estación, entre los dos primeros túneles del ferrocarril de Leobersdorfer, pasando por debajo para llegar a la siguiente estación St. Pöltner Alpenbahnhof que es el centro de operaciones del ferrocarril de Mariazell. Aquí se encuentran las naves de vehículos, los talleres y las instalaciones completas del ya descontinuado transporte de mercancías. Seguidamente, el tren sale de la zona de la ciudad. Durante los primeros kilómetros atraviesa principalmente terrenos agrícolas llanos y cambia al sur de St. Pölten del valle del Traisen al valle del Pielach. Después de 11 kilómetros llega a la estación de Ober-Grafendorf, la estación más grande de la línea; era el punto de partida del ramal no electrificado ("Krumpe"). En el pasado fue el depósito de los vehículos diésel necesarios para el ramal. Hoy en día, el Club de amigos de ferrocarril MH6 tiene su sede con su plataforma giratoria y los cobertizos de locomotoras de la rotonda, que mantienen y restauran la locomotora a vapor Mh6 y otros vehículos de museo.
El ferrocarril de Mariazell sigue el valle del río Pielach a través de Hofstetten-Grünau, Rabenstein y la Capital del valle, Kirchberg, hasta la estación de Loich, para el transporte de Mercancías de especial Importancia: Debido a que el gálibo de los siguientes túneles solo era para vía estrecha aquí terminaba el transporte de mercancías con trucks portadores (Rollbocken) o más tarde con vagones especiales (Rollwagen). A partir de aquí se estrecha el Valle del río Pielach rápidamente, apenas hay suficiente espacio para la carretera y el ferrocarril junto al río. Poco antes de la estación de tren de Schwarzenbach an der Pielach, el ferrocarril pasa por el túnel de Weißenburg e inmediatamente sale del valle del río Pielach y sigue el estrecho valle de Nattersbach a través de Frankenfels hasta la estación de Laubenbachmühle. A partir de aquí, la siguiente Sección se llama ruta de montaña.

### Ruta de montaña

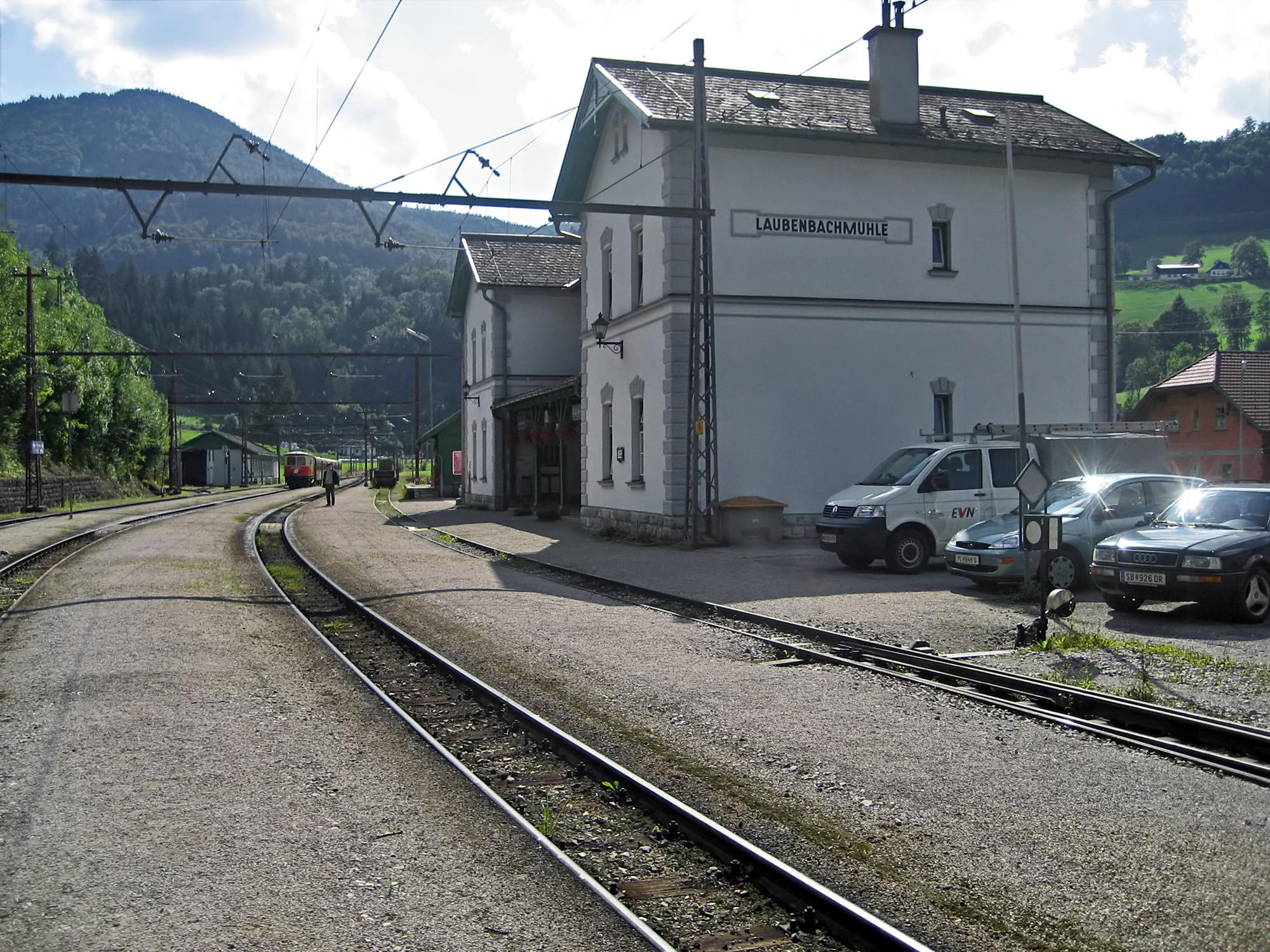
La Estación de tren de Laubenbachmühle se considera el punto de Partida de la ruta de montaña

La vía gana alturna en una larga doble curva en la parte superior del valle de Natter. Por las estaciones de Winterbach y Puchenstuben se llega al túnel de Gösing, que a 891,6 metros sobre el nivel del mar es el punto más alto de la línea. En este punto la línea cambia al valle del Erlauf, que seguirá justo antes del final de la línea. Después del túnel sigue la estación de Gösing, a unos 350 metros sobre el lago Erlauf. Es la primera vez que los pasajeros pueden ver el pico Ötscher de 1893 metros de altura. Este panorama y la buena accesibilidad con el entonces recién construido ferrocarril llevó ya en el momento de la apertura del ferrocarril a la construcción de una posada frente a la estación. Esta posada se convirtió en el Apenhotel Gösing en el año 1922 que se ampliará posteriormente. 
A partir de aquí, el ferrocarril sigue una empinada y boscosa pendiente montañona, pasa por el viaducto Saugraben, el más alto del ferrocarril de Mariazell, y llega a la estación de Annaberg en el Reithsattel. La estación de Wienerbruck-Josefsberg, un popular punto de partida, para realizar excursiones al Ötschergräben, sigue rápidamente el embalse de Lassing, que alimenta la central eléctrica de Wienerbruck. Después de otra vuelta alrededor del lago, la vía gira hacia el Erlauf. Este tramo está considerado como el punto escénico culminante del ferrocarril de Mariazell: entre una serie de túneles cortos hay varias vista de los "Zinken", como se denomina en Austria a los desfiladeros más escarpados. Después de la parada de Erlaufklause, Mitterbach am Erlaufsee es la última parada de la Baja Austria, y poco después, el ferrocarril de vía estrecha llega a su destino final en el santuario de peregrinación de Mariazell en Estiria.

El tramo siguiente de 7,1 km hasta Gußwerk, principalmente para el transporte de mercancías a un gran aserradero, se cerró en 1988 y se retiró en el 2003. A partir de 2008, el grupo de interés  Museumstramway Mariazell – Erlaufsee intentó reactivar un tramo corto de línea para ampliar su tranvía de ancho estándar desde la estación hasta el centro de Mariazell. Como primera etapa, el 29 de agosto de 2015 se inauguró la ampliación de la estación a Promenadenweg (parada de carretera del autobús a Graz).

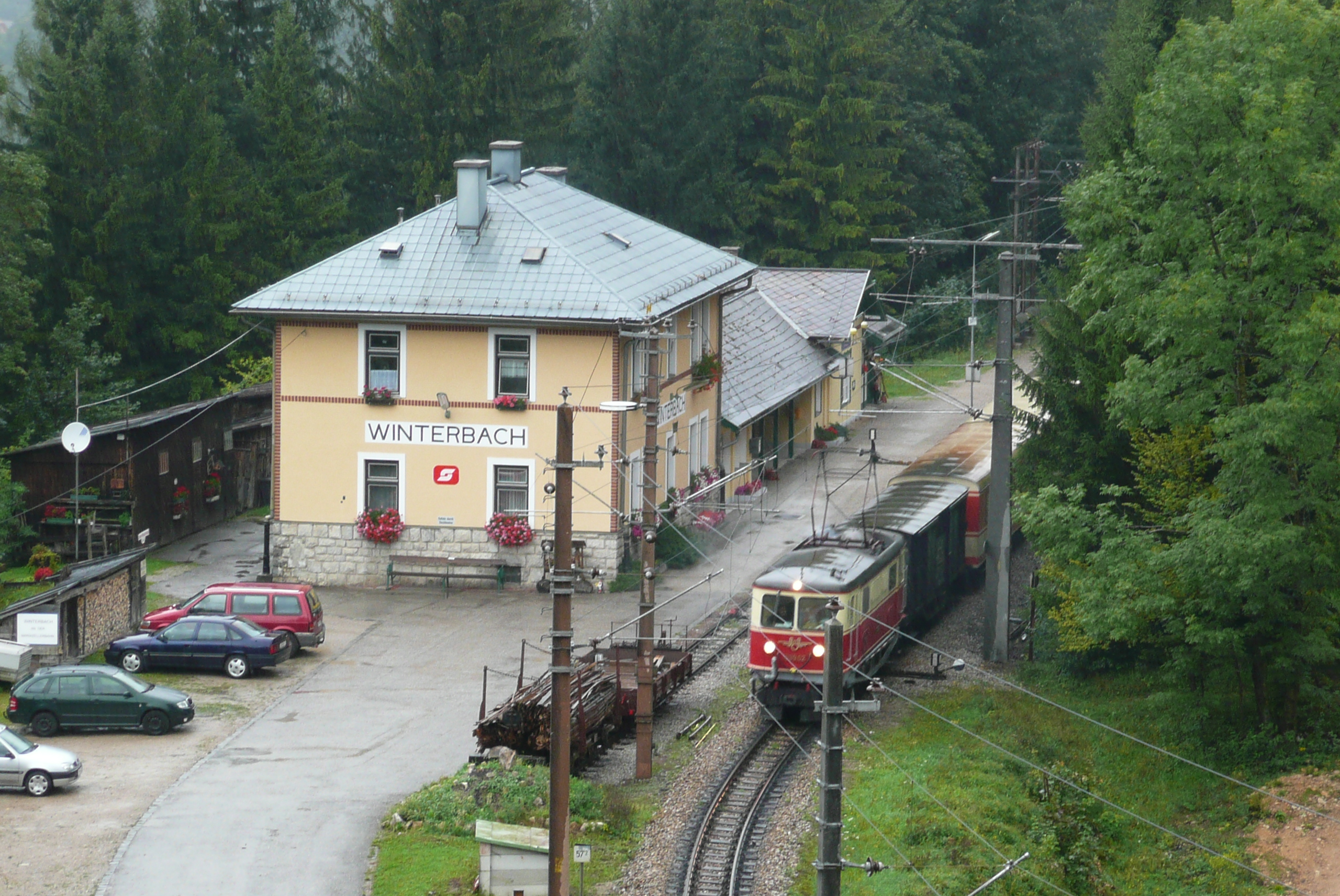
La Estación de tren de Winterbach a 719 metros sobre el nivel del mar
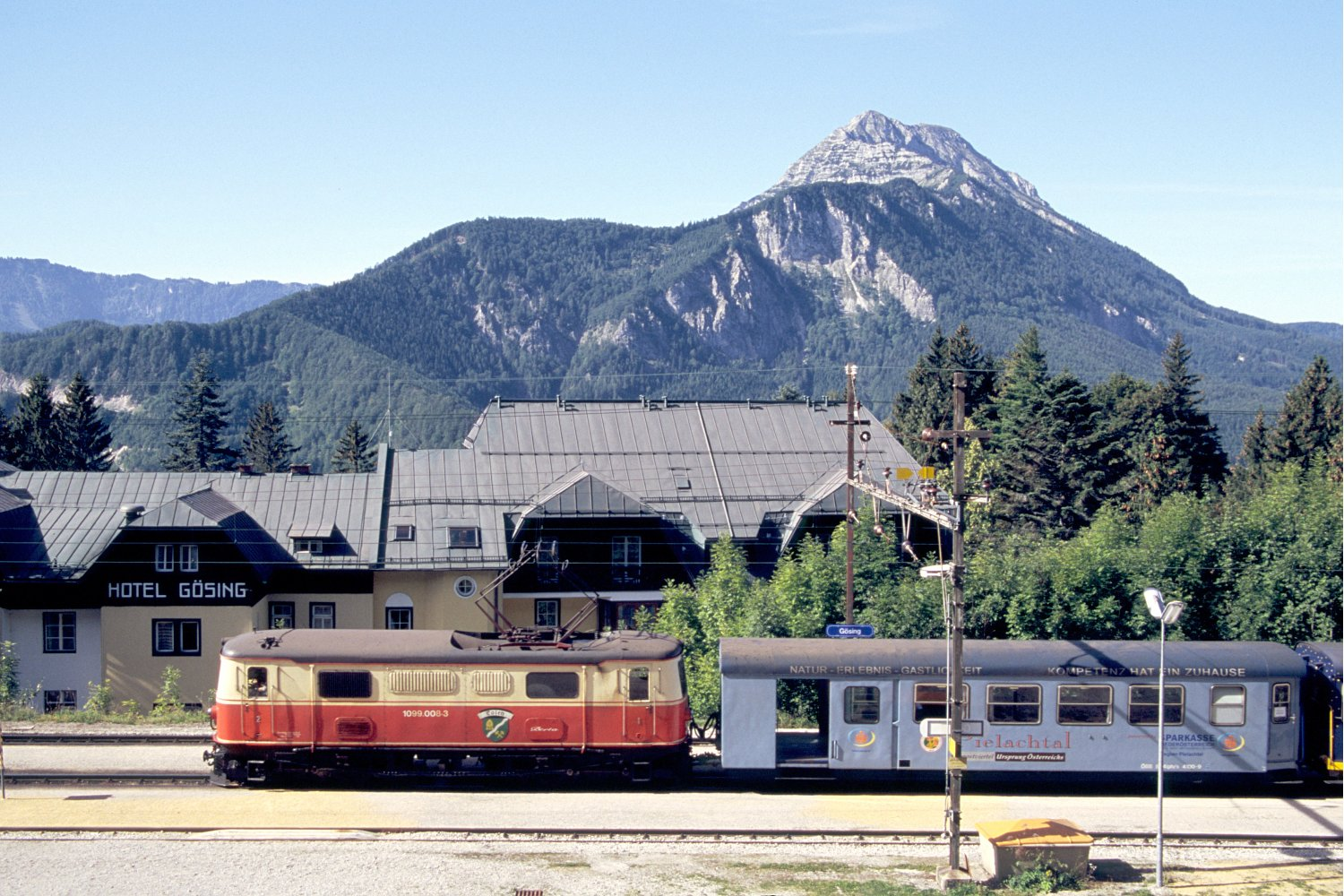
La estación de tren de Gösing, foto panorámica con el Ötscher
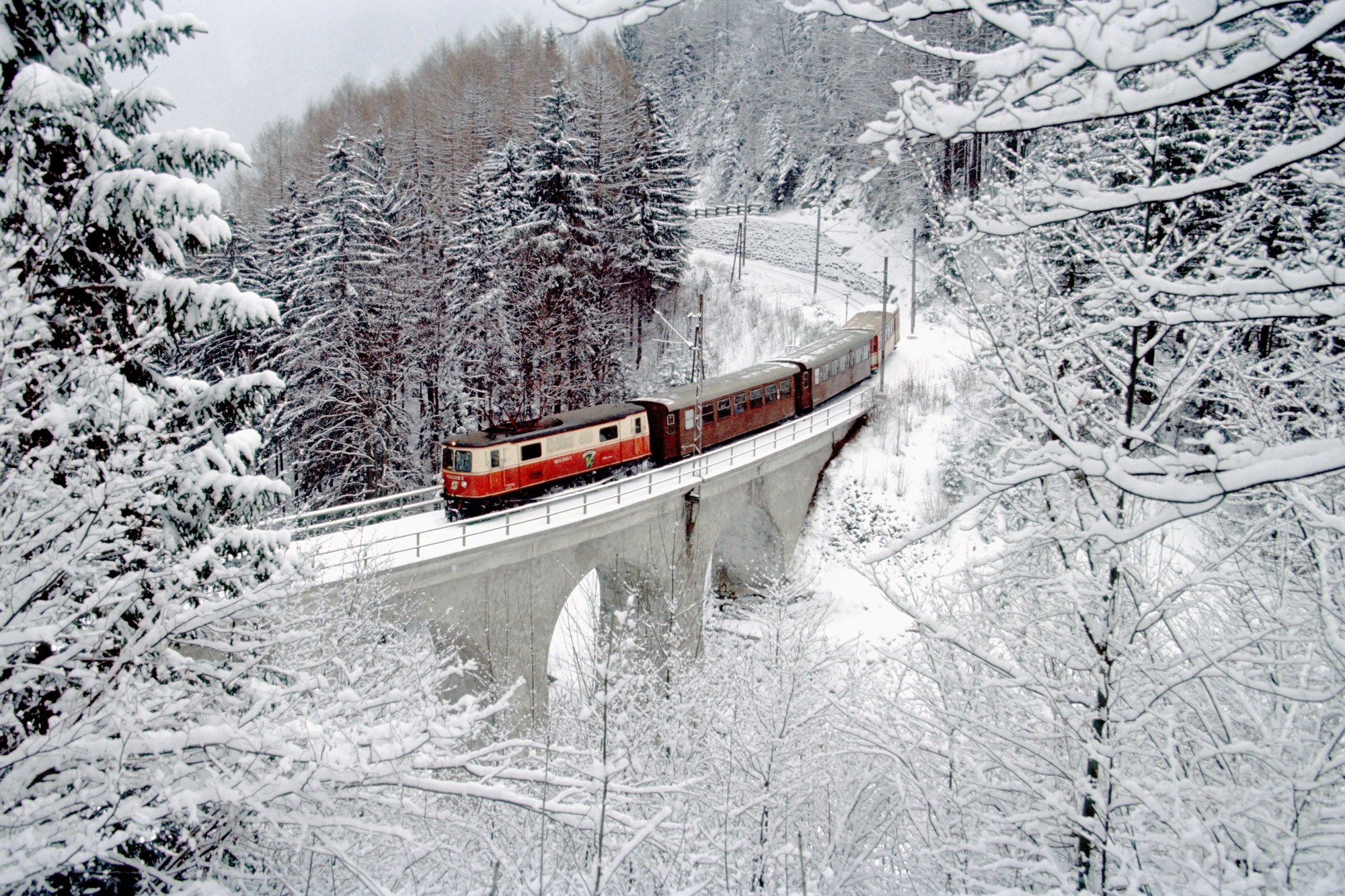
Viaducto de Heugraben
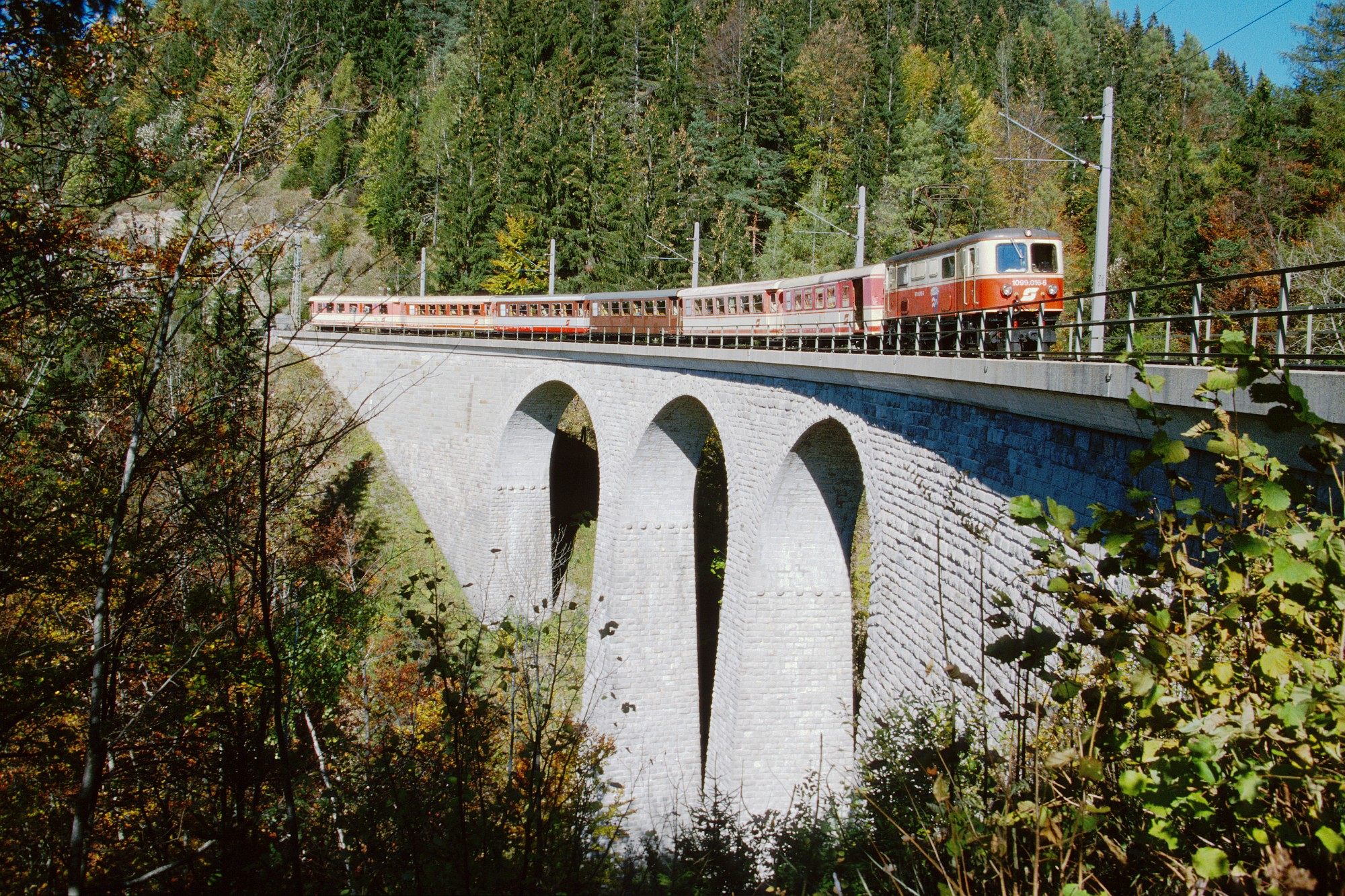
Viaducto de Saugraben
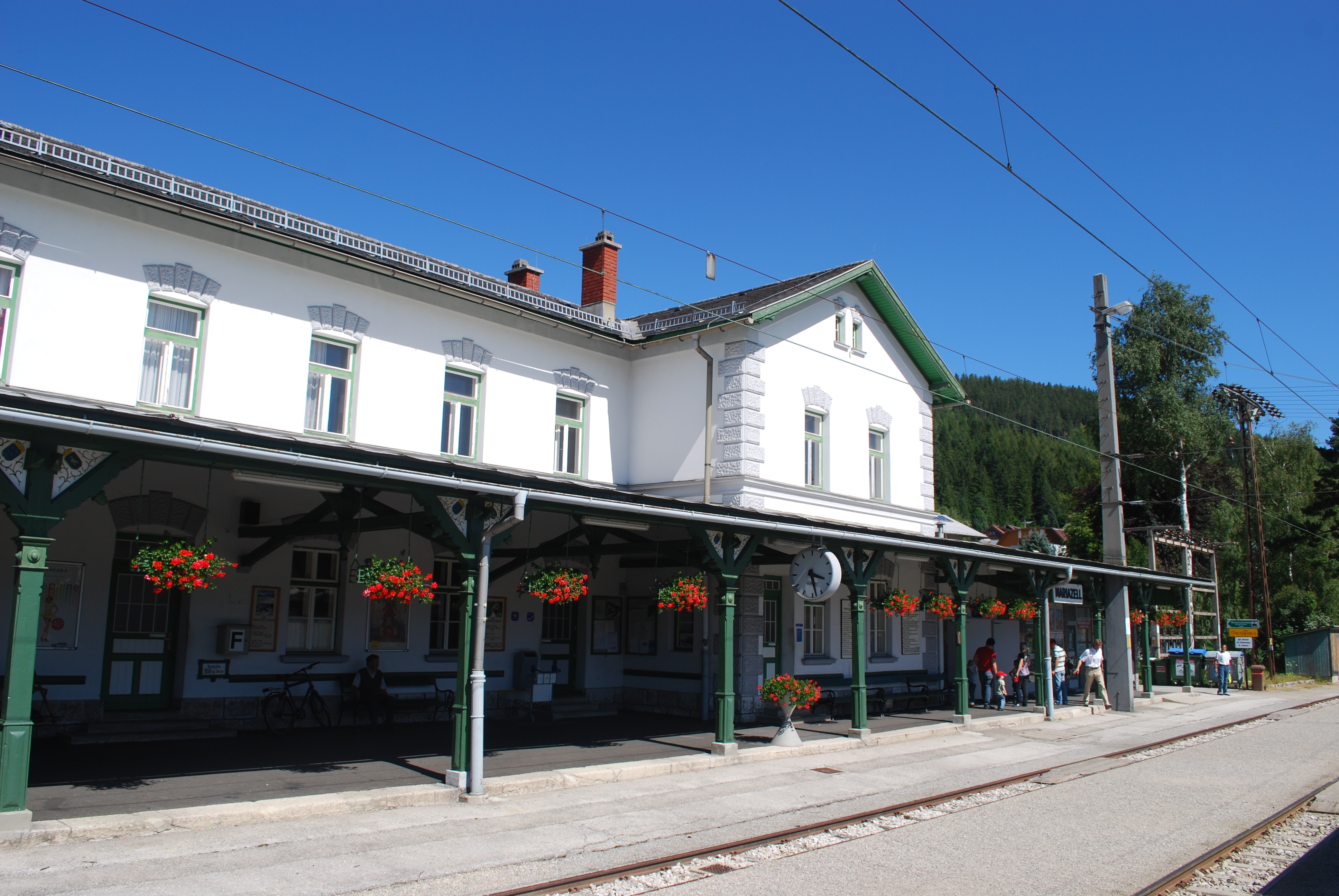
La última parada en la actualidad es Mariazell
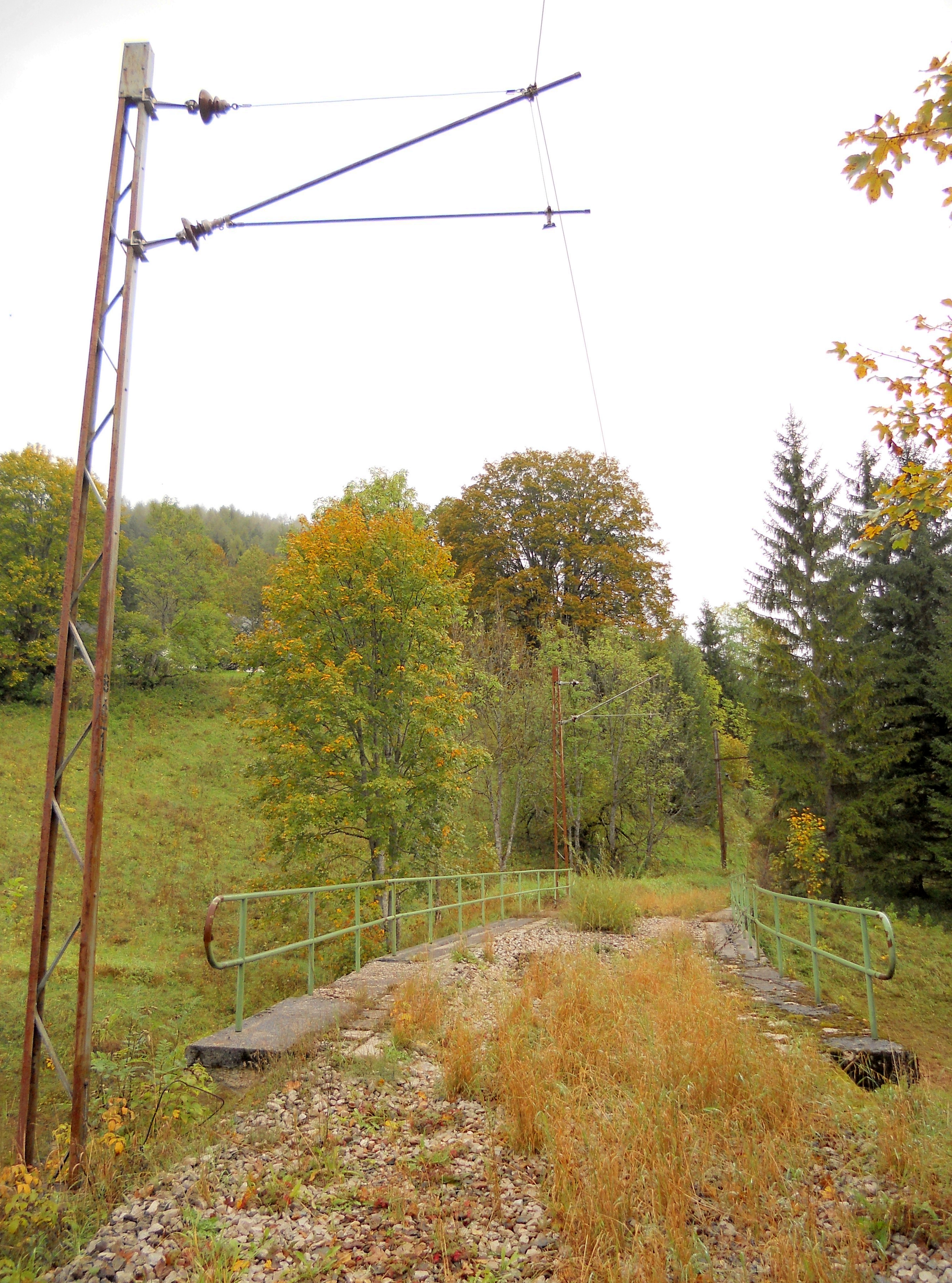
REstos de la antigua línea hacia Gußwerk en Teichmühle (Sept. 2012)
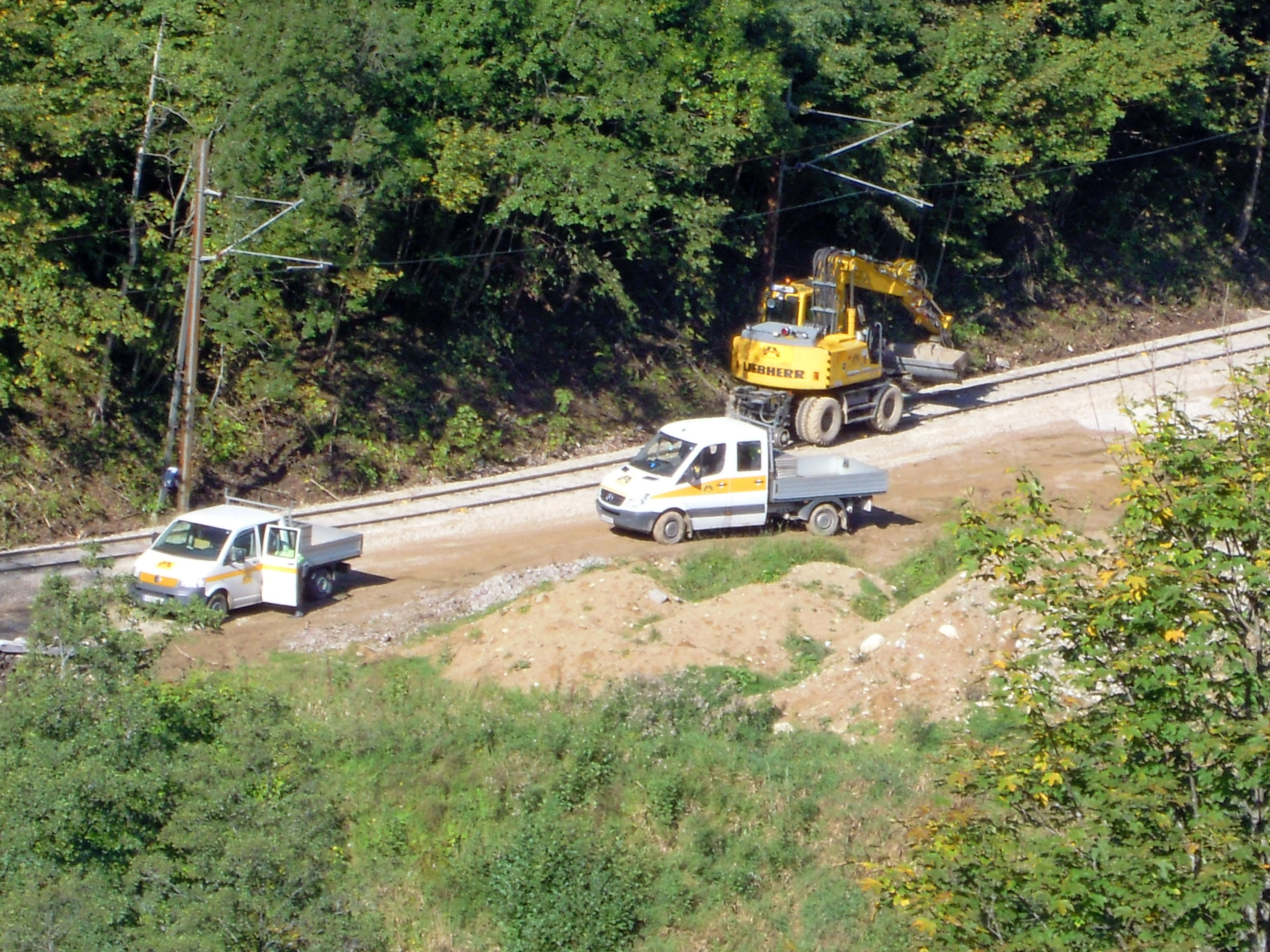
Trabajos en la antigua ruta de Gußwerk para la renovación del tranvía museo hacia el centro de la localidad de Mariazell (Sept. 2012)

En Ober-Grafendorf se desvía el ramal llamado "Krumpe", no electrificado por las estribaciones de los Alpes en dirección oeste a través de Mank, Ruprechtshofen y Wieselburg, llegando finalmente a Gresten. En Wieselburg la vía estrecha se cruza con la vía de ancho normal del ferrocarril de Erlaub. La sección de Wieselburg hacia Gresten se reconvirtió a ancho normal para simplificar el tráfico de mercancías. El tráfico de pasajeros solo estaba disponible en el marco de viajes especiales tras el cambio de carril.
El tramo restante de vía estrecha de Ober-Grafendorf a Wieselburg fue absorbido por la región de Baja Austria en 2010 y cerrado completamente el mismo año con el cambio de horario del 12 de diciembre. Mas recientemente había trenes regionales entre Ober-Grafendorf y Mank, algunos de los cuales iban y venían de la estación central de St. Pölten.

## Historia

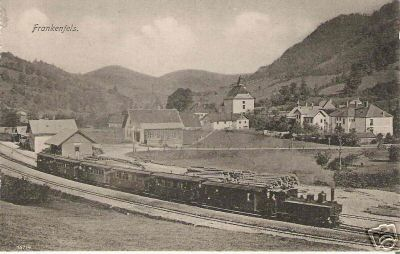
Tren de vapor en la Estación de tren de Frankenfels alrededor de 1900

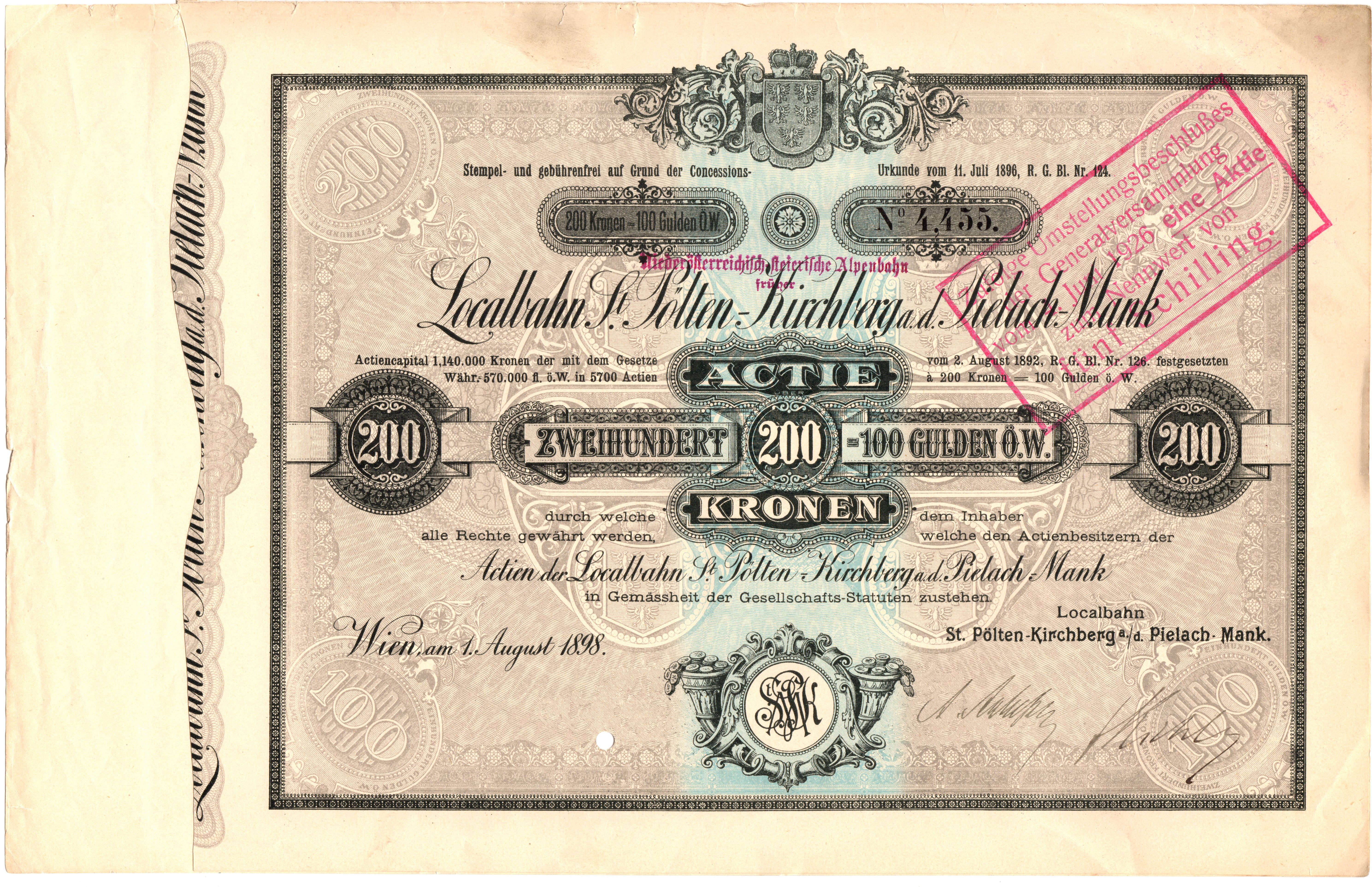
Acción de más de 200 Coronas de ferrocarril de cercanías de St Pölten – Kirchberg, de 1. De agosto de 1898

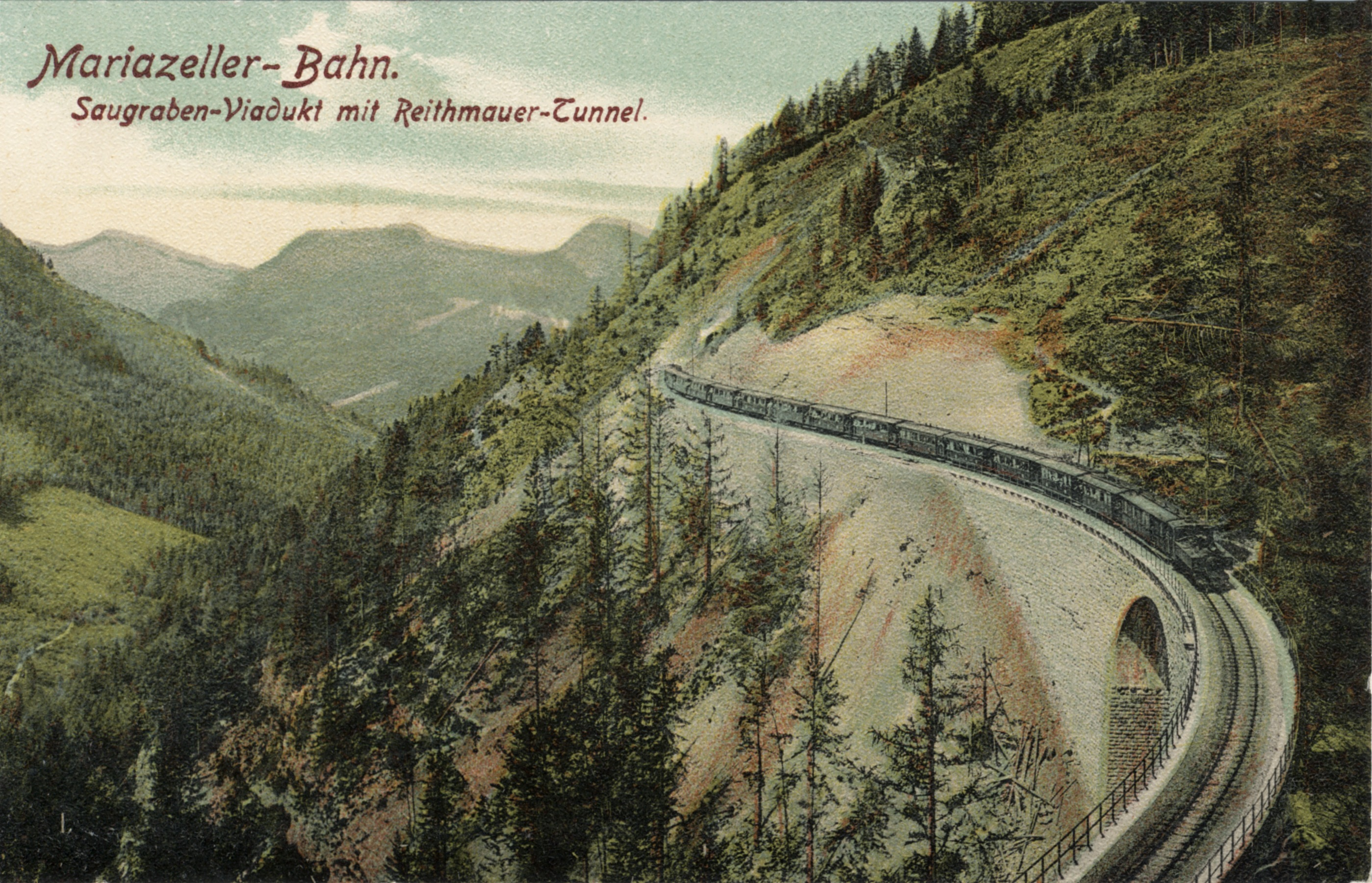
Tren con Locomotora de la Serie Uv en el viaducto de Saugraben, 1908

El Santuario de Mariazell, fue en el siglo XIX uno de los destinos turísticos más visitados del imperio austro-húngaro. Desde la apertura de la estación de la Westbahn (ferrocarril del Oeste) en 1858 se consideró la construcción de un ferrocarril desde St. Pölten a Mariazell, y en las décadas siguientes se consideraron varias opciones para extender una línea de ancho normal en las estribaciones de los Alpes en la baja Austria. Inicialmente la construcción de un ferrocarril desde St. Pölten por el valle del Pielach se planeó de forma independiente.

### Construcción y Vapor
Esta línea de ferrocarril por el valle del río Pielach, que incluye el ramal de Ober-Grafendorf a Mank, solo se decidió después de aprobarse la Ley de Ferrocarriles Provinciales de la Baja Austria (Nö Landeseisenbahngesetz) de 1895; también se tuvo en cuenta la ampliación a Mariazell. Debido a las dificultades del terreno, el ferrocarril debía construirse de vía estrecha. Como todos los proyectos ferroviarios de vía estrecha de la monarquía austro-húngara, la administración militar especificó un ancho de vía de 760 mm, ya que se podían reutilizar vehículos para el servicio militar de los ferrocarriles de Bosnia-Herzegovina, si fuera necesario. También se planificó una conexión con el ferrocarril Thörler en Estíria, que iba de Kapfenberg a Au-Seewiesen, como una nueva ampliación. En julio de 1896 se otorgó la concesión de la sociedad anónima formalmente independiente del ferrocarril local St. Pölten - Kirchberg an der Pielach - Mank.Ese mismo año, la autoridad ferroviaria de la Baja Austria, que más tarde se convirtió en los Ferrocarriles Provinciales de la Baja Austria, inició la construcción y la planificación estuvo a cargo del subdirector Josef Fogowitz.
El 4 de julio de 1898 se inauguró la línea principal de St. Pölten a Kirchberg y el ramal a Mank, ambas operadas por la propia autoridad ferroviaria estatal. Después de obtener la financiación, el parlamento de la Baja Austria decidió el 27 de enero de 1903 construir la continuación a Mariazell y Gußwerk. La construcción continuó desde la primavera de 1904, en 1905 se completó la línea del valle del Pielach hasta Laubenbachmühle y, al igual que la línea Mank - Ruprechtshofen, se inauguró el 5 de agosto de 1905. Para la continuación hacia Mariazell, la rutá que conducía a través de un terreno geológicamente más favorable y tenía las longitudes de túnel más cortas se seleccionó entre tres variantes que habían sido preseleccionadas. El túnel de Gösing de 2369 metros de longitud, el túnel más largo de una línea de vía estrecha austríaca, se considera una estructura individual excepcional. En 1906, la ruta de montaña se completó hasta tal punto que se pudo iniciar el tráfico de pasajeros a Mariazell y en el verano del mismo año se abrió la línea a Gußwerk. El tramo de Mariazell a Gußwerk se construyó a instancias de la región de Estiria, de la que dependía su participación financiera en el ferrocarril alpino.
El ferrocarril alpino de la baja Austria a Estiria (Niederösterreichisch-Stteirische Alpenbahn), como se llamaba oficialmente al ferrocarril de Mariazell se había completado. Debido al estallido de la Primera Guerra Mundial, ya no se realizaron los planes, que estaban muy avanzados, para la extensión sobre el Seeberg de Estiria como conexión con el ferrocarril del Thörler y, por tanto, con la red ferroviaria de Estíria. También se omitió la construcción de una conexión con el ferrocarril del valle de Ybbs, para el cual se elaboraron varias propuestas de ruta.
En la sección de montaña, la tracción se realizó inicialmente con locomotoras de vapor de las series Mh y Mv desarrolladas especialmente para esta línea, que pronto resultaron ser insuficientes. La afluencia de pasajeros fue tan grande que a veces se omitió toda la publicidad sobre el ferrocarril alpino, cada vez más popular. En el transporte de Mercancías, se transportaba, además de productos agrícolas y minerales de empresas mineras locales, especialmente la madera de los bosques de montaña. La madera se mantuvo como carga predominante del ferrocarril de Mariazell hasta que se detuvo el tráfico de mercancías. Ya en 1909, los vagones de mercancías de ancho normal se transportaban sobre bastidores rodantes, hasto dónde lo permitía el gálibo.

### Electrificación
Se consideraron varios escenarios para aumentar el rendimiento, incluyendo la expansión de doble vía y la compra de un tipo de locomotoras de vapór aún más potente. Incluso antes de la finalización de la línea a Mariazell y Gußwerk trajo el director en funciones de la autoridad ferroviaria estatal, Eduard Engelmann Jr, que hizo la propuesta de electrificación del ferrocarril de Mariazell con corriente alterna monofásica.

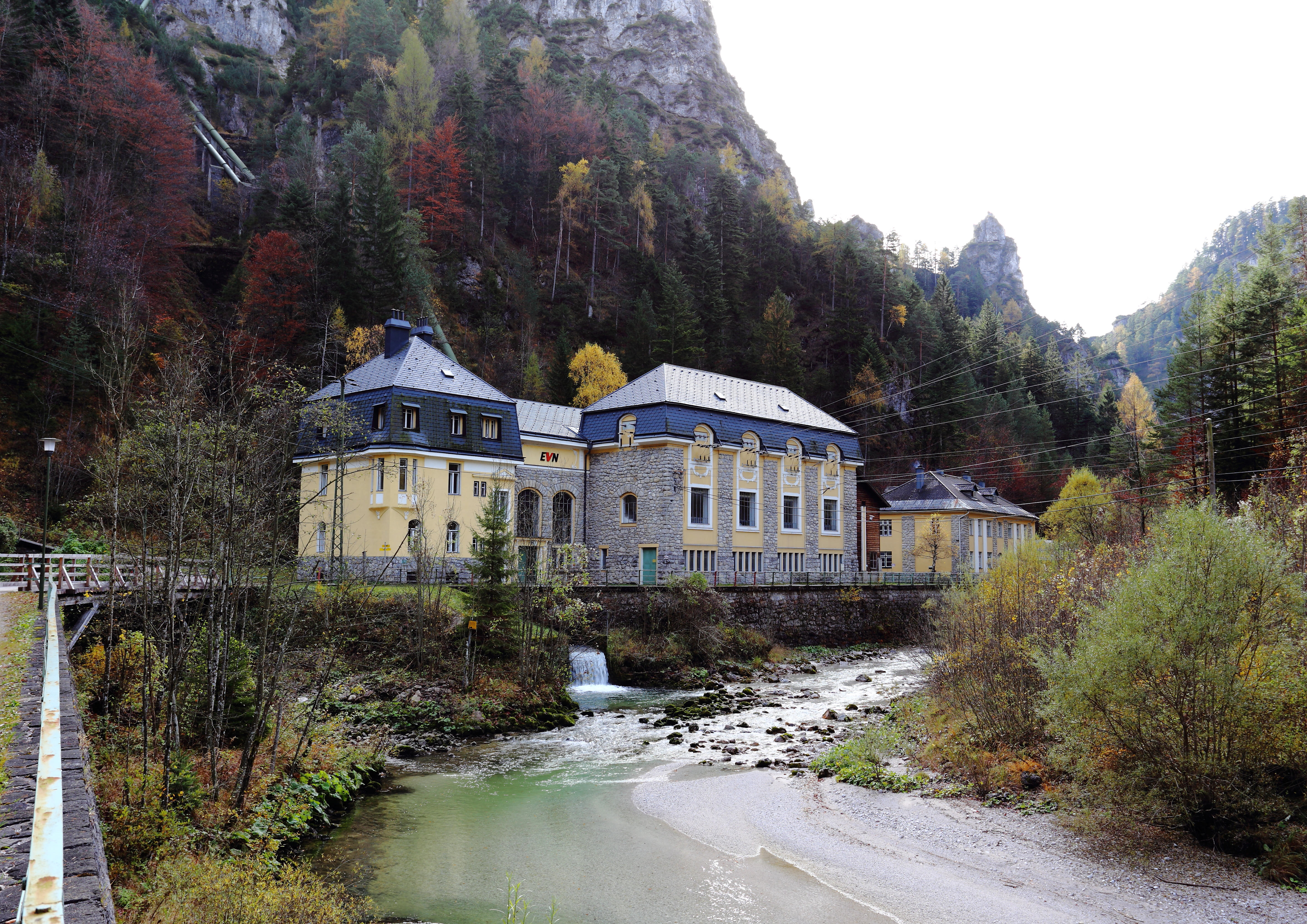
Vista norte de la construcción de la Central de Vienerbruck, 1908-1911

Esta propuesta fue considerada revolucionaria. Nunca antes se había electrificado una línea de ferrocarril de esta longitud, en la que se iba a producir un tráfico similar a la línea principal. En esta época, solo se conocía la tracción eléctrica de los tranvías y trenes ligeros de cercanías que funcionaban en su totalidad con corriente continua de baja tensión. Solo el ferrocarril del valle de Stuib, construido en 1904, ya se había electrificado con corriente alterna. Pese a la feroz oposición, Engelmann pudo imponer sus visiones, de modo que el proyecto, que ya había sido elaborado en detalle desde 1906 fue aprobado en diciembre de 1907. El trabajo se llevó a cabo en cuatro años hasta 1911: Además la construcción de las instalaciones técnicas, cuyo mayor proyecto individual fue la central eléctrica de Wienerbruck, se desarrollaron y adquirieron las locomotoras eléctricas de la serie 1099 utilizadas hasta el año 2013.
Numerosos conceptos se realizaron durante la implementación del proyecto, para los cuales no existía un modelo hasta entonces. La experiencia adquirida en la electrificación del ferrocarril de Mariazell ha marcado la tendencia en proyectos posteriores de electrificación de la red ferroviaria austríaca. A diferencia de los tranvías, la línea aérea de contacto se construyó utilizando estructuras de soporte sólidas y mástiles de acero; el diseño de las locomotoras con dos bogies accionados por separado corresponde al método de construcción que todavía se utiliza en la actualidad. Las centrales eléctricas necesarias para el suministro de energía y construidas en las condiciones más difíciles del paisaje montañoso, también se utilizaron para suministrar electricidad a la región y constituyeron la piedra angular de la empresa regional de energía de la Baja Austria NEWAG, la actual EVN AG.

### Desde la Primera Guerra Mundial hasta 1945
Durante la Primera Guerra Mundial, se construyeron varias Locomotoras de vapor y numerosos vagones para uso bélico, entre ellas las locomotoras Mh.1 a Mh.5, que no regresaron de Sarajevo hasta 1920.
En 1922, los Ferrocarriles federales austríacos (ÖBB) tomaron el ferrocarril de Mariazell de los ferrocarriles regionales de la Baja Austria, ya que habían atravesado dificultades financieras. Después de la anexión de Austria al Reich alemán, el ferrocarril a Mariazellerbahn se integró en la Deutsche Reichsbahn en 1938, como todas las demás líneas ferroviarias de la ÖBB. Durante los años de la guerra 1944 y 1945, la destrucción y los daños causados por actos de guerra se produjeron en varios lugares, especialmente en las cercanías de St. Pölten.

### Después de 1945

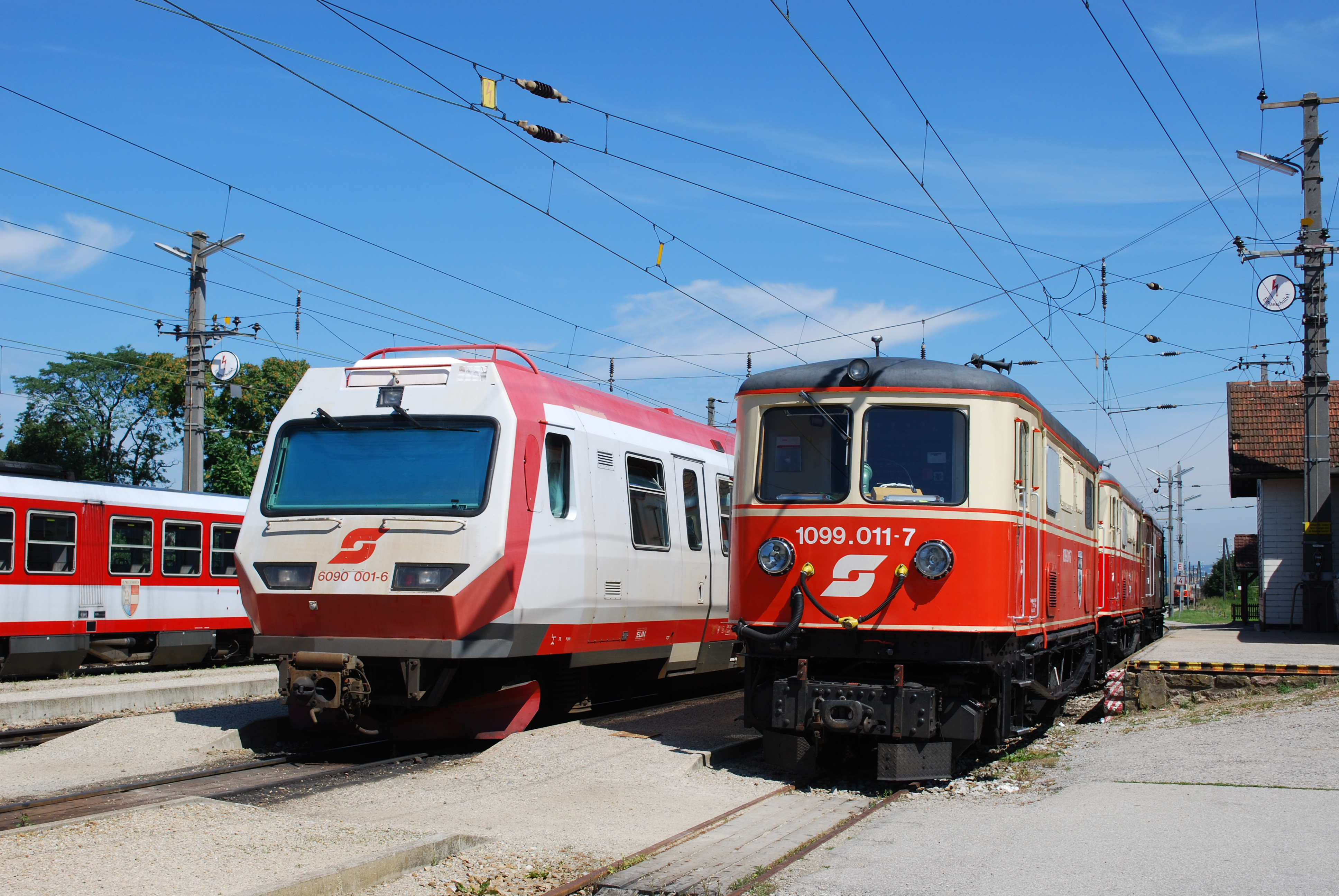
Nuevo (ÖBB 4090) y Viejo (ÖBB 1099) en Ober-Grafendorf

Después de la Segunda Guerra Mundial, las antiguas líneas ferroviarias nacionales permanecieron en la ÖBB, los vehículos se incluyeron en el nuevo esquema de numeración a partir de 1953. En los años siguientes se realizaron varias correcciones menores en la ruta. Entre 1954 y 1957, se montaron nuevas superestructuras de acero de construcción uniforme en los bajos de los vagones de pasajeros. En la década de los 60, algunos vagones se alargaron soldando piezas intermedias. Esta conversión de la flota de vehículos y la conversión del ramal a diésel fueron las medidas de modernización más importantes. En 1984 se sustituyeron los últimos carros de transporte (Rollböcke) por plataformas rodantes (Rollwagen).
El ferrocarril de Mariazell también se vio afectado por la ola de ajuste de trenes en la Baja Austria de 1988. El tráfico de mercancías con vagones de vía estrecha en la línea de montaña se abandonó completamente, y se interrumpió la circulación en el corto tramo de Mariazell a Gußwerk. Solo se realizaron transportes de madera en vagones de vía estrecha durante unos años más, después de que se interrumpiera el tráfico de mercancías hacia Mariazell. El 31 de diciembre de 1998, la ÖBB interrumpió el transporte de mercancías en material convencional sobre plataforma en la ruta del valle.

### Desde el año 2000
Aproximadamente a partir del 2000, la ÖBB se planteó la venta o el abandono del ferrocarril de Mariazell. Sin embargo, hasta el 11 de diciembre de 2010, el ferrocarril siguió siendo explotado por la ÖBB en nombre y a expensas del Estado Federado de la Baja Austria. En otoño de 2003, como uno de los varios escenarios futuros, se tuvo en cuenta el ancho de vía normal de la ruta del valle entre St Pölten y Kirchberg an der Pielach, que era importante para el tráfico escolar y de cercanías; para el resto de la ruta de vía estrecha se habían buscado conceptos de comercialización más orientados al turismo. Entre St. Pölten y Ober-Grafendorf se realizaron extensos trabajos de reparación en la primavera del 2007 con motivo de la visita del Papa a Mariazell, este proyecto ya no se discute. En 2007, por iniciativa de NÖVOG, se envió a la línea un tren renovado de nuevo diseño para promover el tráfico turístico. Este tren se utiliza diariamente en toda la línea bajo el nombre de "Ötscherbär" y es arrastrado por una locomotora pintada de marrón de la serie 1099, siguiendo el esquema de color original de las locomotoras eléctricas.

#### Adquisición por parte de NÖVOG 2010

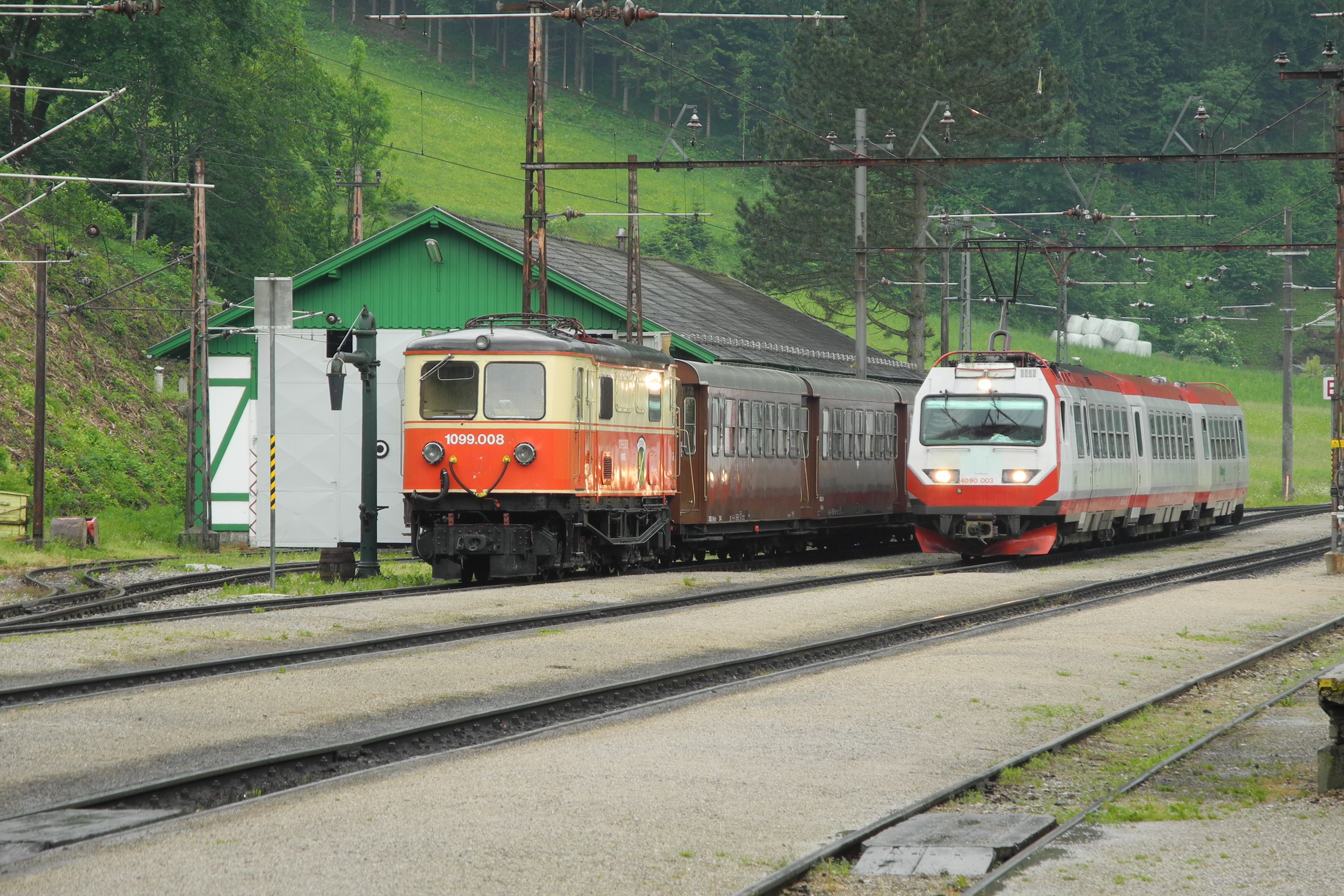
Después de la adquisición por parte de la NÖVOG se presentan los vehículos, de momento sin logotipo.

Desde diciembre de 2008, se estuvo discutiendo sobre la adquisición del ferrocarril de Mariazell por el Estado de la Baja Austria, siguiendo el modelo del tren local de Pinzgau por el Estado de Salzburgo. En enero de 2010, la Adquisición por el Estado de Baja Austria del ferrocarril se acordó para el cambio de calendario de l 12 de diciembre de 2010. Al mismo tiempo se interrumpieron las operaciones en el tramo del ramal de Ober-Grafendorf a Mank. Todavía no se tiene clara como será su reutilización.
Desde el 12 de diciembre de 2010 la Niederösterreichische Verkehrsorganisationsgesellschaft (NÖVOG) es la propietaria y operadora del ferrocarril de Mariazell. El 11 de noviembre de 2010, el gobierno regional de la Baja Austria anunció la celebración del contrato para la adquisición de nueve Automotores eléctricos y cuatro vagones panorámicos a Stadler Rail, que operarán bajo el seudónimo de "Himmelstreppe" (escalera al cielo), que es la línea R8 de NÖVOG. Los nuevos vehículos realizan ahora el mantenimiento en Laubenbachmühle, donde desde diciembre de 2011 se ha construido una nueva estación que incluye un centro de operaciones, que consta de un taller y una cochera, por 20 millones de Euros. A partir de septiembre de 2013, circuló la primera composición Himmelstreppe que operó según lo programado.
Desde el 27 de  octubre de 2013, el tráfico programado para el ferrocarril de Mariazell solo opera con los automotores "Himmelstreppe"; las viejas locomotoras de la Serie 1099 fueron totalmente reemplazadas en la programación de tráfico. Desde la temporada de verano del 2014, los nuevos vagones panorámicos y el "Ötscherbär" se han utilizado alternativamente con tracción a vapor o eléctrica en unas composiciones nostálgicas.
El ferrocarril de Mariazell fue el foco de la Exposición Provincial de la Baja Austria en 2015.

### Las obras de construcción de 2016
Para la realización de trabajos de construcción en la vía, postes de catenaria, líneas de alta tensión, estaciones y sistemas de seguridad en dos pasos a nivel, el ferrocarril de Mariazell se bloqueó en toda la ruta de St. Pölten a Mariazell desde el 30 de marzo al 12 de mayo de 2016, es decir mes y medio. Se ofreció un servicio de autobús de sustitución de los trenes con horarios de salida de autobuses casi idénticos.

## Calendario
Desde diciembre de 2011, casi todas las salidas se han alineado con el tiempo de simetría normal en Europa central, lo que garantiza conexiones simétricas en St. Pölten. Los días laborables hay un servicio cada media hora desde Laubenbachmühle hacia St. Pölten. Durante el día, circulará cada dos horas en la sección de montaña y cada hora en la sección del valle. Del 25 de abril al 1 de noviembre de 2015 hubo una circulación por hora en la ruta de montaña durante la Exposición Nacional de la Baja Austria. Los cruces de tren suelen ser en Klangen, Loich y el apartadero de Ober Buchberg.

## Material rodante

### Locomotoras

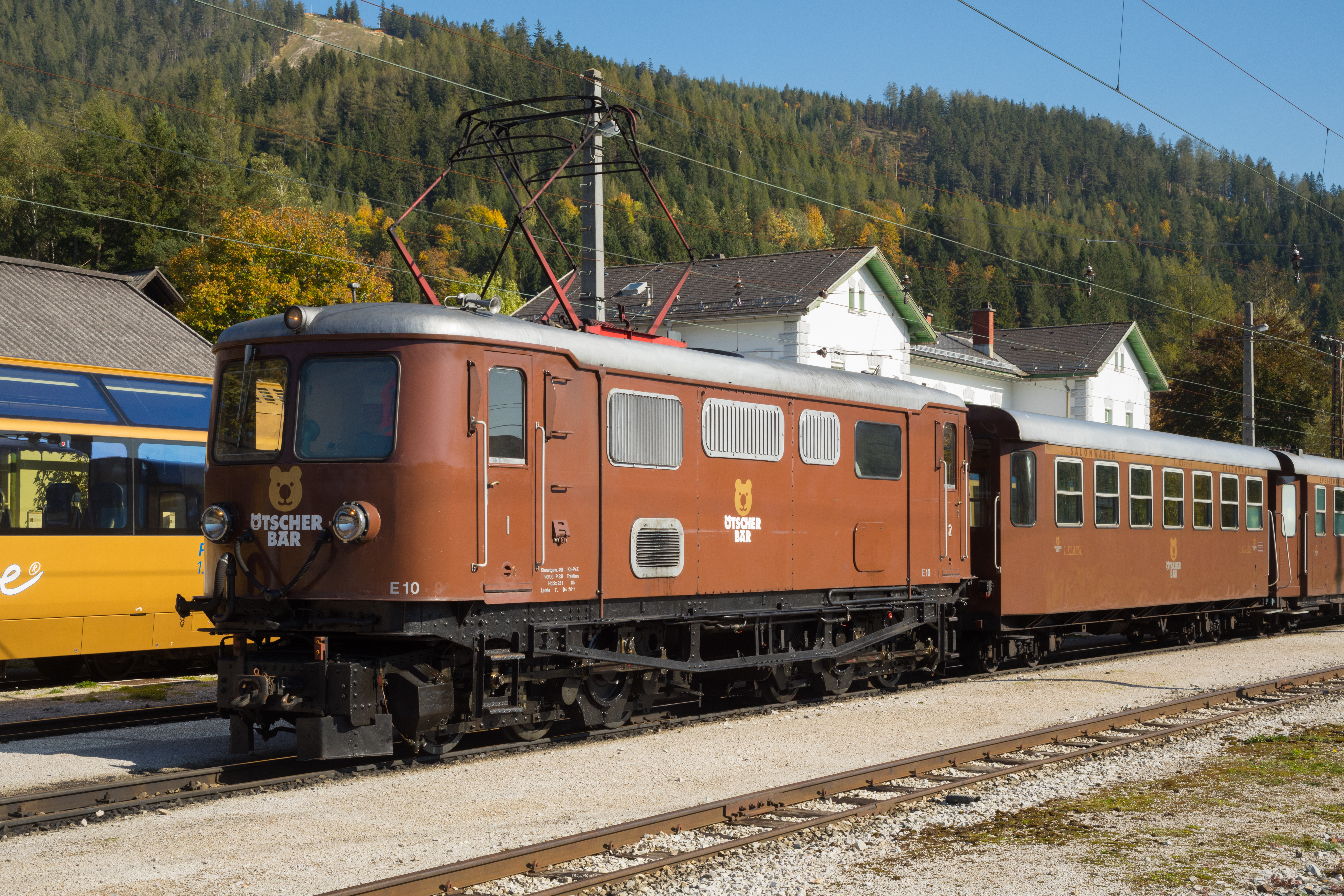
Una 1099 tras la adquisición por NÖVOG, arrastrando el Ötscherbär

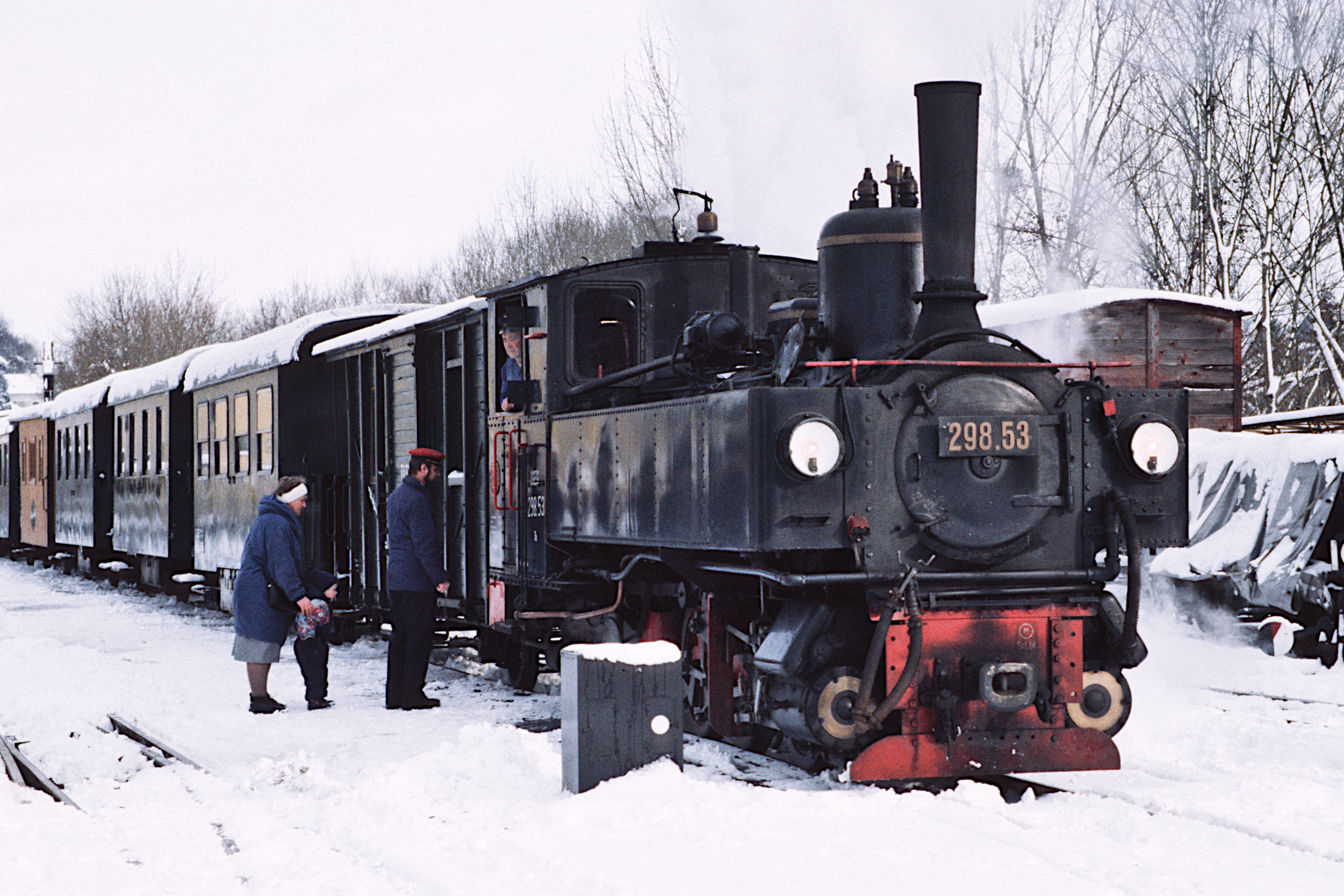
Una de las locomotoras de la clase U de la Mariazellerbahn está operativa en el ferrocarril de Estiria

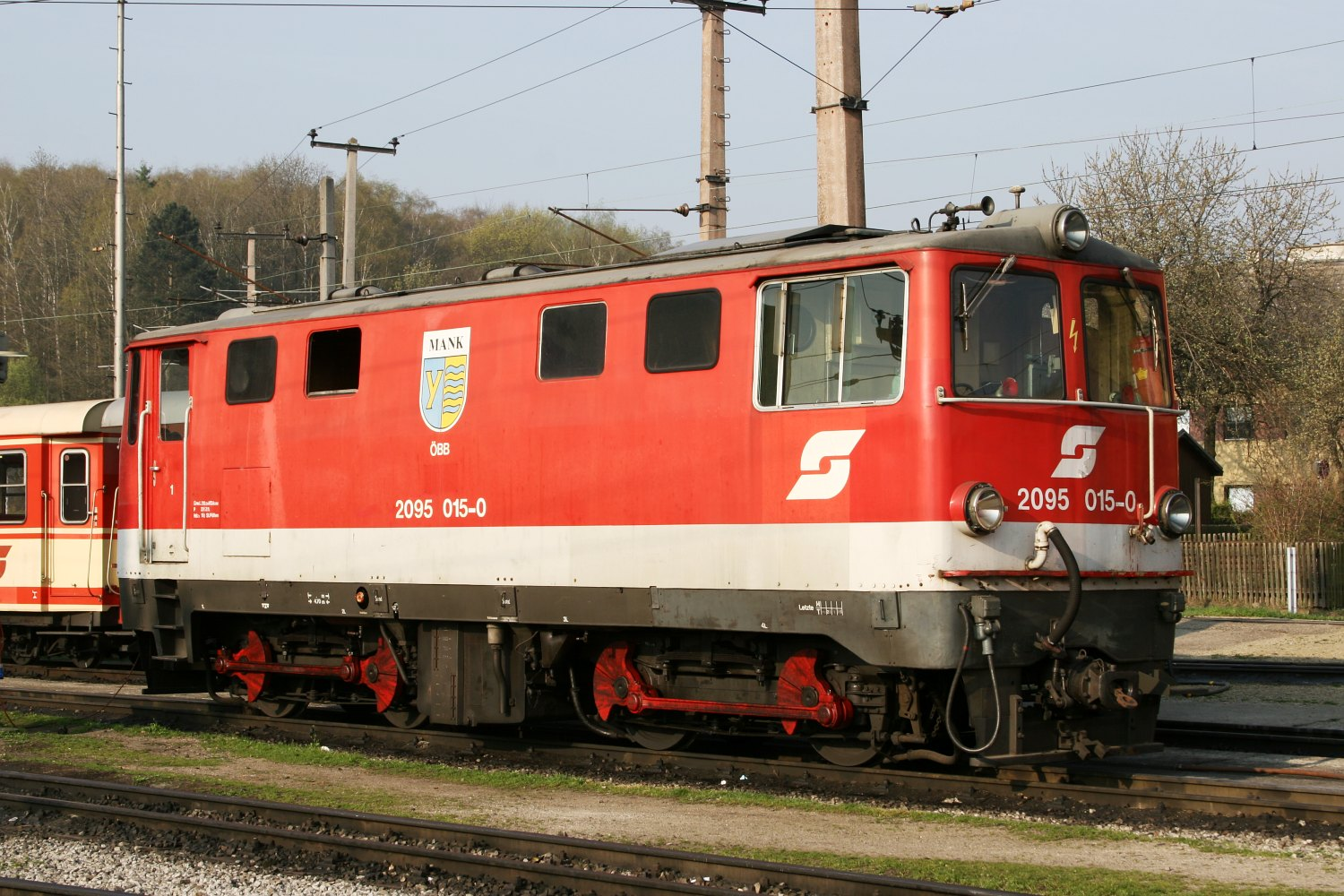
Una locomotora diésel de la clase 2095 en St. Pöltner Alpenbahnhof

Para la apertura de los primeros tramos de vía en 1898 se adquirieron las cuatro locomotoras NÖLB de la ya probada serie U del ferrocarril del valle del Mur, que junto con los habituales coches de bogies de pasajeros y vagones de mercancías formaron el equipamiento básico de esta línea. La flota se complementó en 1903 con vagones de dos ejes construidos por Komarek en Viena que se utilizaron para trenes de menor afluencia. En la apertura de la segunda parte del trazado entre Kichberg y Laubenbachmühle en 1905 y ya pensando en la ruta de montaña hacia Mariazell, se desarrollaron dos locomotoras adicionales de la serie U.
Para la extensión a Mariazell se necesitaban locomotoras de más potencia. La fábrica de locomotoras Krauss de Linz presentó el proyecto de una locomotora de 4 ejes accionados y un ténder de soporte, que se realizó en 1906 con cuatro ejemplares con transmisión de vapor sobrecalentado. Las locomotoras recibieron la designación del tipo Mh (en la ÖBB serie 399). En 1907 le siguieron dos locomotoras más de vapor compound conocidas como Mv. Como éstas no demostraron su valía, la entrega de dos locomotoras en el año 1908 se realizó con vapor sobrecalentado. Con el fin de transportar el número esperado de pasajeros, se compró un gran número de vagones de pasajeros de 4 ejes, que eran comparables en equipamiento con vehículos de ancho de vía normal. También en 1906, se entregaron tres automotores de vapor más grandes, que podrían usarse reforzados con varios coches.
En 1904, como locomotora de maniobras y para trenes de construcción, la NÖLB adquirió la P.1, probablemente para fines similares en 1907 añadió la NÖLB R.1, pero no formaba parte de la flota de vehículos, por lo que se vendió de nuevo en 1913.
En 1911 para la electrificación que se realizó entre 1911 y 1914 se entregaron un total de 16 locomotoras de la serie E. Por lo tanto, la tracción a vapor en la línea troncal terminó después de solo cinco años. Los automotores a vapor se vendieron, la mayoría de las locomotoras de vapor permanecieron en el ramal, algunas locomotoras se reubicaron en los ferrocarriles de vía estrecha del Waldviertel.
Con la prolongación del ramal hasta Gresten, llegaron nuevas locomotoras de vapor de la serie P y Uh a la red de vía estrecha de St. Pölten. En la década de 1930 se probaron las primeras locomotoras diésel. Sin embargo el tipo de locomotora designado como 2040 /s (ÖBB 2190) solo era adecuado para arrastrar trenes ligeros de pasajeros, y poco después se introdujo la locomotora con bisel 2041 (ÖBB 2091) ligeramente más potente. En solitario, la locomotora con ténder 99 1301, que había sido preparada en 1940 en el taller de reparación de Reich de Linz a partir de una antigua locomotora de la ČSD funcionó desde 1940 hasta 1943 antes de ser entregado a un ferrocarril forestal gallego.
A partir de 1960 se recibieron las locomotoras eléctricas, desde entonces se conocieron como la serie 1099, recibieron nuevos bastidores; los vagones de pasajeros recibieron también nuevas cajas de acero unificadas (Spantenwagen). Desde 1962, las locomotoras de vapor fueron reemplazadas por las nuevas locomotoras diésel de la serie 2095. Las locomotoras de la serie 399 se mandaron al Waldviertel, las otras se retiraron.
En la línea troncal las locomotoras eléctricas trabajaron hasta el 27 de octubre de 2013, con casi 100 años de antigüedad, haciéndose cargo con los mismos viejos vagones de pasajeros. La 1099 era, por lo tanto, la locomotora eléctrica más antigua del mundo, que hasta entonces aún se usaba diariamente en la ruta para la que se construyó originariamente. Mientras tanto, han sido reemplazados por los nuevos "Himmelstreppe" o "escalera al cielo", a excepción de las locomotoras marrones del Ötscherbär. Una parte de las locomotoras estacionadas son administradas por el club Mh6, mientras que el resto fue comprado por una compañía rumana de vía estrecha, la CFI.
Para los trenes nostálgicos estacionados en  Ober-Grafendorf se utiliza la locomotora de vapor Mh.6 que se utilizaba en la década de 1990 como iniciativa privada de algunos trabajadores del ferrocarril de Mariazell y que ha sido puesta en marcha en su estado original para la ruta de montaña.
En ocasiones especiales, como por ejemplo, los festivales de vía estrecha bi-anuales (años impares), se celebran paradas de tren en Ober-Grafendorf y otros municipios del valle del Pielach, y también se invitan locomotoras de otros ferrocarriles de vía estrecha. Estas invitaciones incluyen la 83-760 del Club 760, la Yv.2 del ferrocarril del valle de Ybbs o la 699,103 del ferrocarri del valle de Steyr.

### Automotores

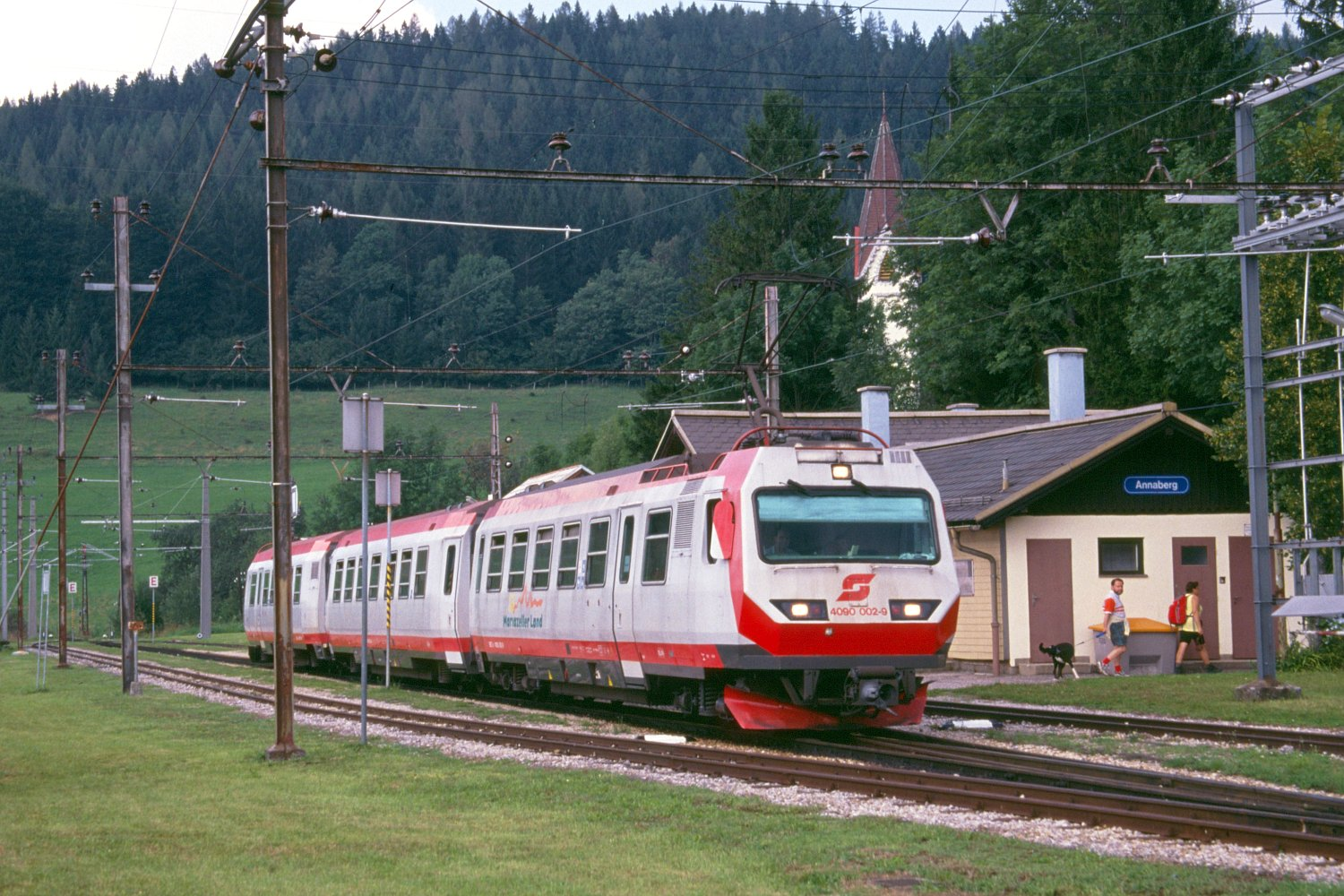
Un automotor de la serie 4090 en la estación de tren de Annaberg

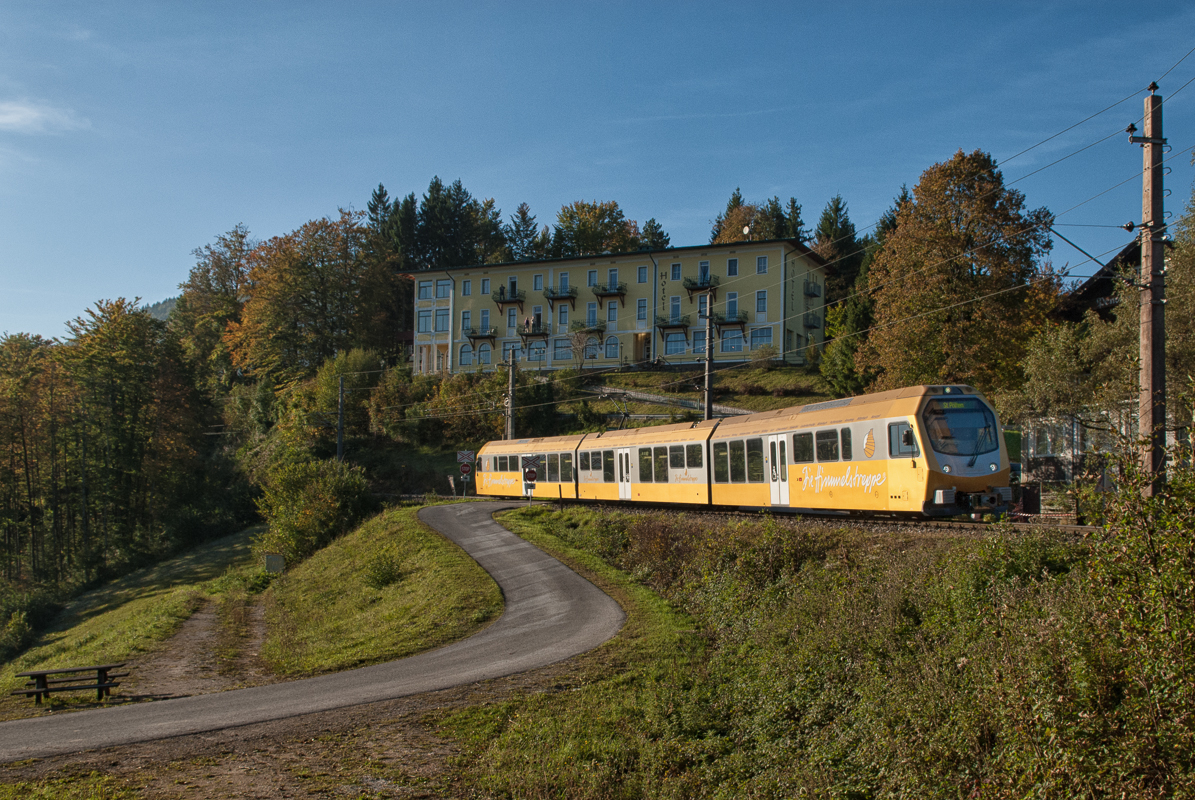
Himmelstreppe de NÖVOG antes de entrar en la estación de tren de Winterbach (2013)

De 1994 a 2013, se desarrollaron dos automotores eléctricos de la serie 4090, pero no producidos en gran cantidad, se usaron en la línea principal hasta Mariazell. Para los recorridos con menos viajeros de la ruta del valle, se utilizaron los automotores diésel de la serie 5090; éstos también se utilizaron en el ramal de Mank, dónde también se utilizaron las locomotoras de la serie 2095.

#### Himmelstreppe (escalera al cielo)
Para la renovación del ferrocarril de Mariazell el land de Baja Austria, adquirió nueve automotores articulados (NÖVOG ET1 ET9) a partir de diciembre de 2012, que se hizo conocida bajo el nombre de Himmelstreppe. La licitación para las unidades múltiples la ganó la compañía suiza Staedler Rail. Estos trenes de tres unidades son lo suficientemente potentes para arrastrar vagones adicionales en la vía más pendiente a una velocidad máxima de 90 km/h. Después de exhaustivas pruebas, los conjuntos de trenes se utilizaron gradualmente en el tráfico de pasajeros. Desde finales de octubre del 2013, los nuevos trenes han reemplazado al viejo material rodante (excepto el tren turístico "Ötscherbär"). 

#### Vagones panorámicos
En diciembre de 2013 se entregó el primero de los cuatro coches panorámicos (NÖVOG P1–P4) de la entrega. Los coches panorámicos completan la flota de los Himmelstreppe. Tres de los cuatro coches panorámicos son de primera clase con una disposición de asientos de larga distancia para 36 pasajeros, mientras que el cuarto vagón panorámico tiene capacidad para 33 pasajeros, dado que tiene una cocina integrada. Otras características incluyen aire acondicionado completo, reposabrazos plegables, amplio espacio para las piernas y un sistema de información de los pasajeros de última generación. Desde el verano de 2014, los cuatro coches están operativos en la línea.

### Coches

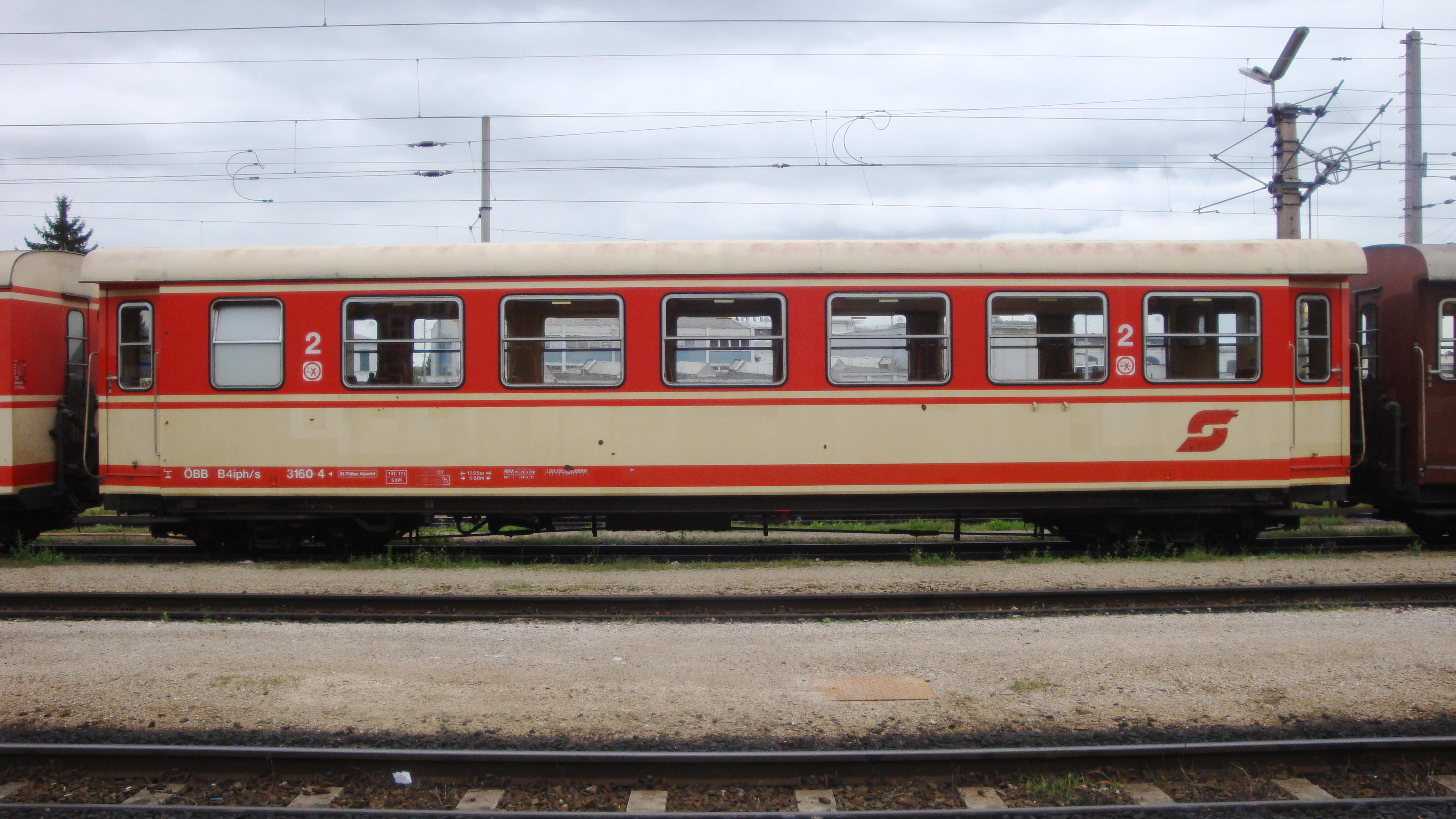
Coches con diseño Jaffa

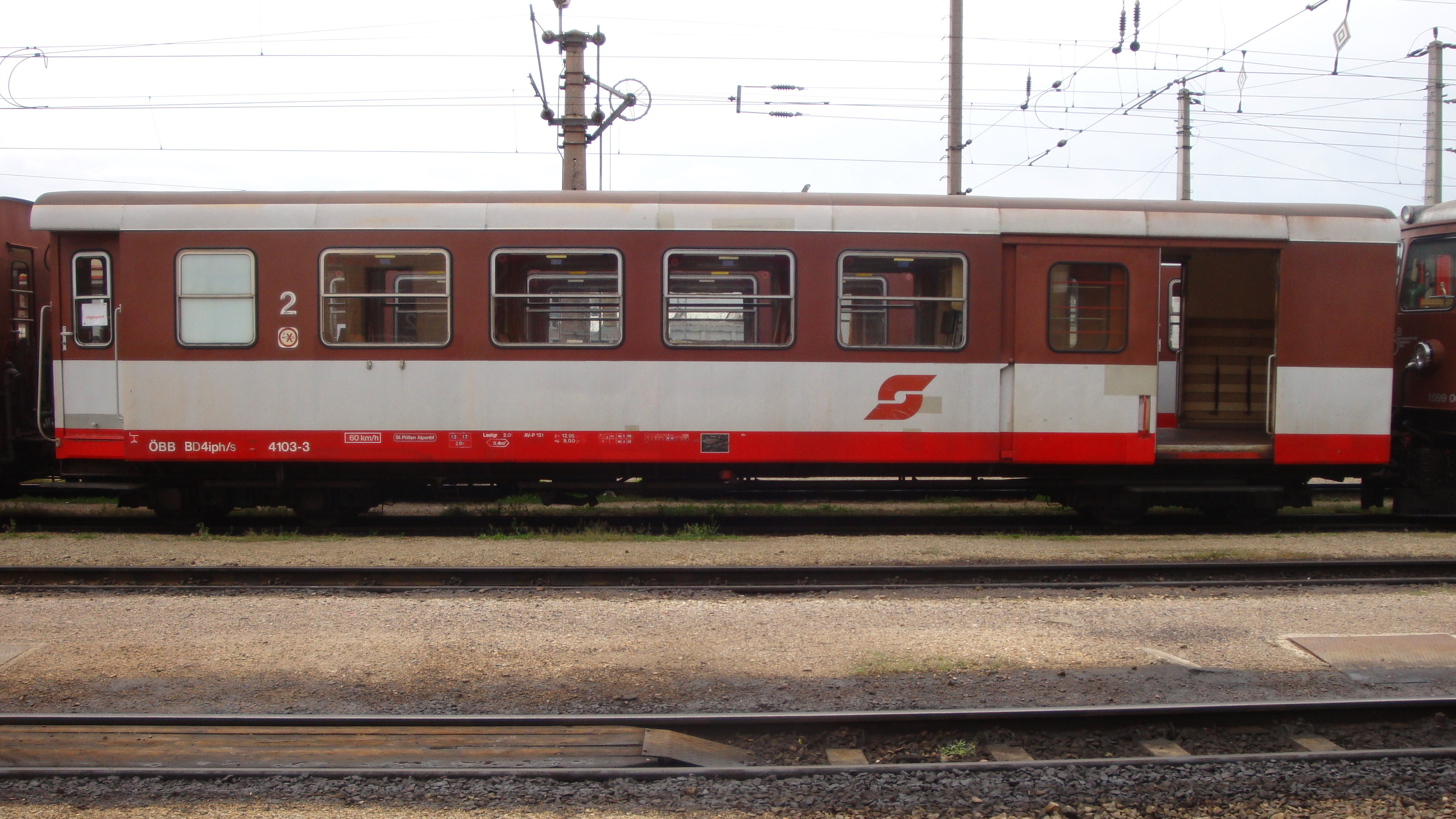
Diseño Valousek

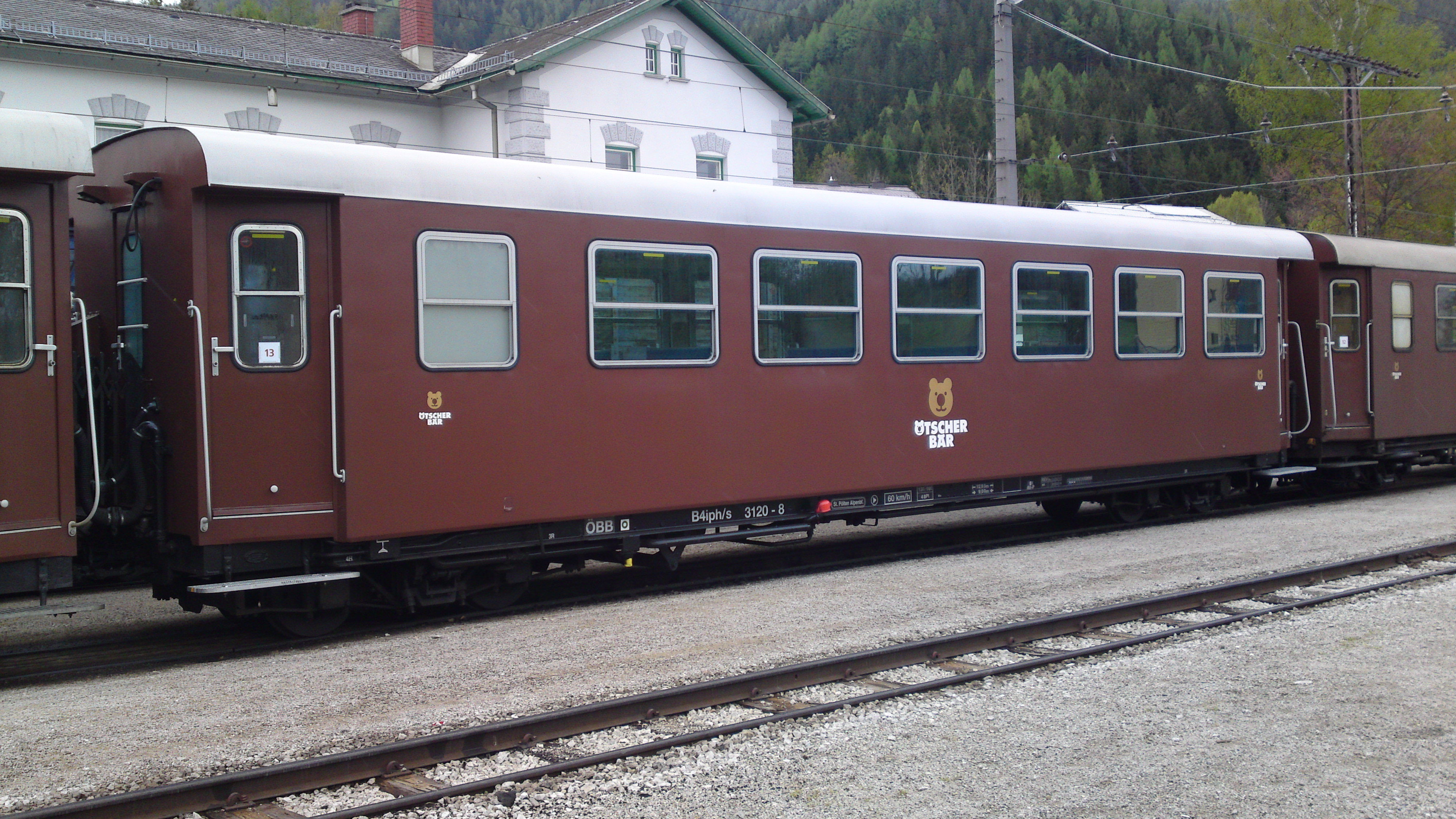
Ötscherbär

Para la apertura de las rutas de St Pölten – Kirchberg an der Pielach y Ober-Grafendorf – Mank se pidieron 14 coches de dos ejes de las serie Bi/s, BCi/s y Ci/s a la fábrica Grazer. Cuando en 1907, se puso en funcionamiento la prolongación de la línea Principal hacia Mariazell y la del Krumpe hasta Ruprechtshofen, se compraron fueron más de 44 coches de dos ejes de tercera clase (Ci/s) y seis de segunda y tercera clase (BCi/s) a la fábrica de Graz, dado que el número de pasajeros era cada vez más creciente. Un año después se vieron insuficientes las capacidades disponibles para la gran descarga de pasajeros con destino al santuario, por lo que se compran a Graz 25 coches de cuatro ejes (20 Ca/s, dos coche-salón Aa/s 1 y Aa/s 2, y tres Ba/s) y nueve coches de dos ejes (Bi/s) con plataformas abiertas.
En 1909 se compró como refuerzo a los 5 vehículos más cómodos de 4 ejes el coche salón (posteriormente numerado Aa/s 3)al ferrocarril del valle del Mur. En 1912 se construyó en la fábrica de Graz, un nuevo suministro de coches, pero esta vez eran 44 coches de cuatro ejes (dos ABa/s, cuatro Ba/s, cuatro de BCa/s y 34 Ca/s) con plataformas cerradas. Todos los vehículos de cuatro ejes venían provistos de calefacción eléctrica y se utilizan exclusivamente en la línea principal con locomotoras de la clase E. Después de la entrega de la última serie de vagones, la NÖLB tenía una flota de 141 coches (el Ci/s 12 y el Ci/s 220 se desguazaron en 1908 después de un accidente) y de más de 5000 asientos.
Desde finales de la década de 1930 hasta principios de la década de 1940, los coches de cuatro ejes obtuvieron nuevas carrocerías hechas de madera con más separación entre ventanas. Así el vehículo de dos ejes obtuvo cuatro ventanas por lado y los de cuatro ejes de bogies obtuvieron siete o seis (Aa/s + Ba/s) ventanas por lado. En 1954 se inició un gran programa de conversión, en el cual los coches obtuvieron su apariencia actual. Los marcos se dejaron en su forma original a excepción de extensiones y ampliación de algunos vagones. Los vehículos de cuatro ejes también fueron equipados con asientos tapizados y medias ventanas (las ventanas completas originales fueron reemplazadas más tarde). Además de los coches fabricados en los años 1908 y 1912, también se utilizaron furgones y vagones de carga. Los coches de dos ejes fueron pintados de verde al salir del taller principal, los del ferrocarril de Mariazell de cuatro ejes pintados de marrón, y para los otros ferrocarriles también pintados de verde. Los últimos vehículos de dos ejes restantes fueron entregados a otros ferrocarriles de vía estrecha o al ferrocarril nostálgico de la ÖBB.
A partir de agosto de 1980, los coches de cuatro ejes recibieron un diseño de pintura "Jaffa" (naranja/marfil), lo que representaba las tres cuartas partes de los coches de parque. En 1981 se dio un paso importante para que el tren de Mariazell fuera más atractivo para los viajes en grupo: el AB4iph/s 2105, fue llamado al taller principal de St. Pölten para su conversión en un coche tipo buffet (WR4iphz/s 5600-7) convocar. En el antiguo compartimento de segunda clase y el bajo se convirtió en una pequeña zona de cocina con dos pequeñas ventanas donde antes había una. Se instalaron mesas de bar y carritos de bebidas. Desde 1992, los coches ya no fueron pintados con el diseño Jaffa, sino con el nuevo diseño de pintura "Valousek". Su inventor, diseñador de la ÖBB, Wolfgant Valousek, proporcionó su propio código de color para el ferrocarril de vía estrecha, y eligió el color café para el ferrocarril de Mariazell. Sin embargo, como ya había diseños Jaffa, no todos los coches fueron repintados, y en consecuencia en la actualidad coexisten las tres variantes.
En 1989, el primer coche recibió una pintura especial: el B4iph/s 3121-6 anuncia desde el 15 de agosto de 1989 la ciudad de St Pölten. En los dos años posteriores le siguieron otros vehículos publicitarios, a saber, el B4iph/s 3108-3 "G'sund en Frankenfels" (pintado en mayo de 1990) y el B4iph/s 3110-9 "Kirchberg a. d. Pielach", este diseño lo tiene desde julio de 1991. En los años 2001, 2005 y 2006, siguieron otros tres coches más con lemas publicitarios: el B4iph/s 3154-7 como "Mariazeller Advent", BD4iph/s 4100-9 como "Pielachtal powered by Sparkasse" (Valle del Pielach patrocinado por la Caja de Ahorros) y otro como "Mariazeller Land ... ein Geschenk des Himmels" ("Mariazell en la tierra.. un regalo de los cielos").
A partir de 1998 7 coches fueron reconstruidos para el tren nostálgico "Panoramic 760". Se refieren inicialmente a los coches de tres asientos 3202, 3245 y 3260, y al anterior BD4iph/s 4220, que se convirtió en un coche guardería „Pano’s Kids Treff“. Otros tres vehículos se equiparon con un interior más lujoso que incluye sillones, lámparas de latón y alfombras, fundas de asiento y cortinas con motivos de Art Nouveau, es decir, el vagón de asientos 3204, que se convirtió en un coche salón de primera clase con ventanas panorámicas en el extremo del coche, el coche restaurante con el antiguo coche de cocina de 1ª/2ª clase 2103 y finalmente el B4iph/s 3112, que conjuntamente la ÖBB y el Club Mh6 han transformado en un coche de empresa con ventanas laterales panorámicas.
En el año 2007, once coches de pasajeros, dos vehículos de transporte de bicicletas y tres locomotoras eléctricas de la serie 1099 fueron repintados con el diseño Ötscherbär con el fin de tener un conjunto de accesorios para la marca tren de Mariazell con el mismo nombre. También se incluyeron el coche guardería del panoramic 760 y el vagón buffet WR4iphz/s 5600-7. Cuando el Ötscherbär permaneció en la vía tras la entrada de los Himmelstreppen, solo queda un tren arrastrado por una locomotora y los coches de volvieron a pintar. Solo quedan 9 coches en ese conjunto, que incluyen el comedor, el salón y los coches de la compañía del Panoramic 760, en cambio se separó el coche guardería. Todos los demás vehículos fueron reparados en 2014/15 y repintados uniformemente con el diseño Ötscherbär, en el que los coches de segunda clase reciben una escalera interior que se asemeja al Himmelstreppen, y el coche salón recibe un interior similar al de los coches panorámicos.
Después de hacerse cargo NÖVOG se subastaron por parte de Dorotheum varios vagones de pasajeros, junto con los vagones superfluos de mercancías y los vehículos del ferrocarril del valle de Ybbs, con la puesta en marcha del Himmelstreppen se produjo una segunda venta masiva. Los coches llegaron al ferrocarril local de Pinzgauer y a varios ferrocarriles-museo austríacos, así como al ferrocarril forestal Čierny Balog, así como a Polonia y Rumanía.

## Alimentación eléctrica
El ferrocarril de Mariazell está alimentado históricamente con una corriente alterna monofásica de 6,5 kV y una frecuencia de 25 Hz.  Dado que la red de tracción austríaca y la red eléctrica pública tienen diferentes frecuencias, el ferrocarril de Mariazell tiene su propia línea de distribución de electricidad, también desde 1922 a 2010 en que el ferrocarril perteneció a la ÖBB, fue responsable la empresa de suministro de energía de la Baja Austria EVN (hasta 1986 NEWAG). La base de todo esto es un contrato válido hoy día que daqta de 1908 entre el land de la Baja Austria y la sociedad anónima de ferrocarril y sus sucesores legales.
Cuatro generadores trifásicos de 25 Hz de la planta de Wienerbruck, con una potencia total de 6,6 MVA sirvieron originalmente para abastecer toda la línea de ferrocarril y los alrededores de la ruta con una corriente industrial de 25 Hz. De estos, la corriente monofásica para el suministro ferroviario fue de 4,5 MVA. Los generadores fueron y son impulsados por las aguas del Lassing y del Erlauf. La corriente de tracción de 6,5 kV suministrada por los generadores de la planta de Wienerbruck alimenta directamente a la línea de contacto cerca de la central eléctrica y se transforma parcialmente hasta 27 kV para su transmisión a las subestaciones de Kirchberg y Ober-Grafendorf. Como sustitutoria hay una subestación de energía con dos grandes generadores diésel de 420 kVA cada uno que se construyó en la estación de St. Pölten Alpenbahnhof (estación alpina de St. Pölten).
Ya desde el principio, tanto los conductores de las líneas aéreas para el suministro público como las del suministro del tren estaban montados sobre traviesas en los mástiles por encima de la catenaria. Incluso hoy, después de cambiar el suministro público a corriente trifásica con una frecuencia de 50 Hz, están en servicio aproximadamente 21 kilómetros de líneas compartidas. Sin embargo, en las décadas de 1970 y 1980, el proveedor de la corriente EVN, responsable del suministro público de electricidad, construyó una línea separada de 20 kV de la red de media tensión de 20 kV entre Loich y Frankenfels, por lo que solo se necesitaba la línea de suministro de 27 kV en esta área para alimentar la catenaria de la parte superior del ferrocarril de Mariazell.
En 1923 se construyeron el estanque de compensación de Stierwaschboden y la central eléctrica de Erlaufboden con tres grupos de generadores, por debajo de la central eléctrica de Wienerbruck. En la segunda mitad de la década de los 60 se renovaron los sistemas de distribución y la planta eléctrica obsoleta. La corriente de tracción ahora la produce normalmente una unidad de 2,8 MVA en la central eléctrica de Erlaufboden. Consiste en una turbina Francis y dos máquinas síncronas, una para corriente alterna monofásica de 25 Hz y otra para corriente trifásica de 50 Hz.

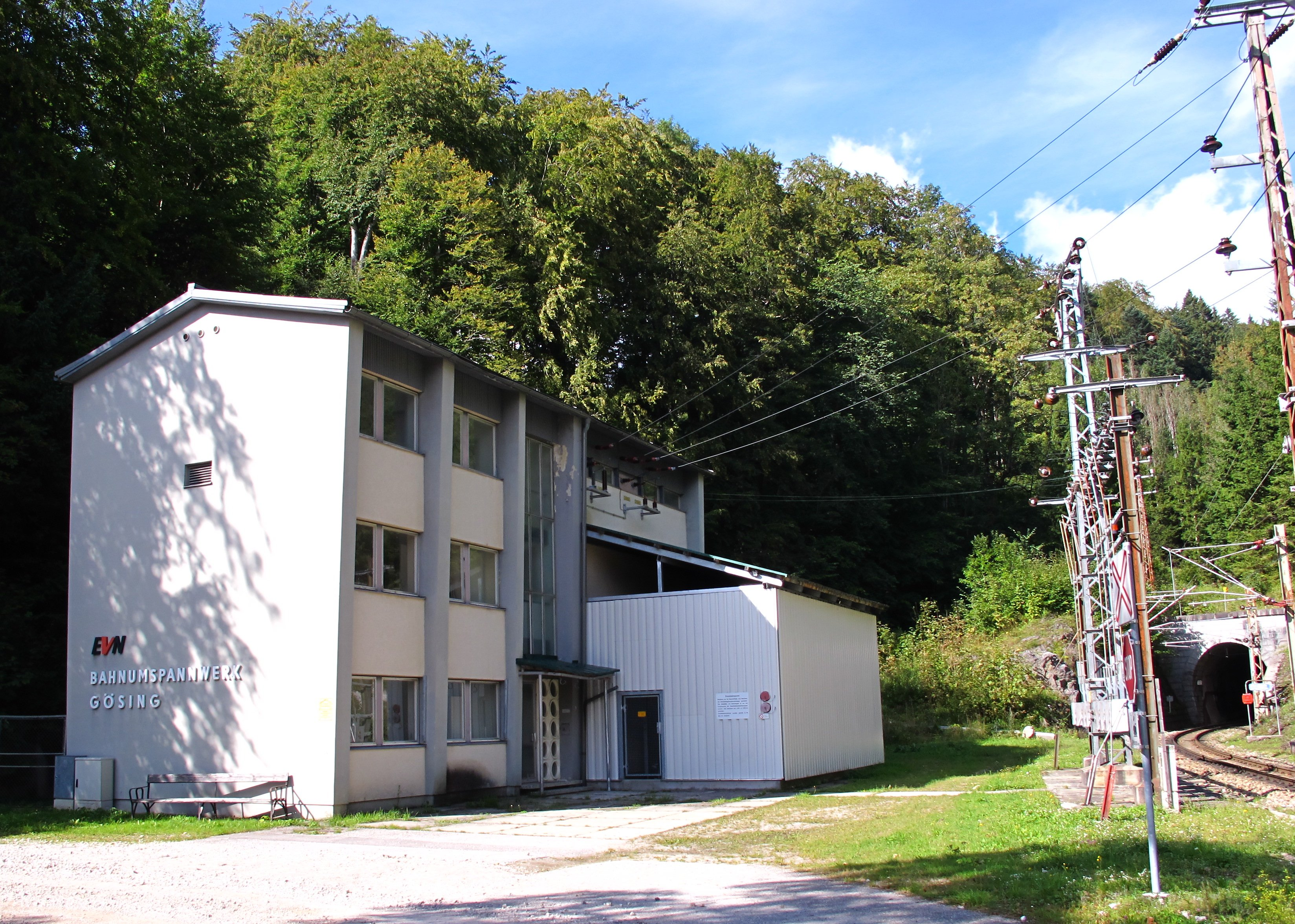
Estación transformadora ferroviaria de Gösing, a la derecha el portal sur del túnel de Gösing.

Un viejo y pequeño transformador instalado el Erlaufboden y dos conjuntos de generadores de 25 Hz de la planta generadora de Wienerbruck sirven como reserva para el ferrocarril. Dos generadores adicionales en Wienerbruck y tres en Erlaufboden con un total de 11,5 MVA general corriente alterna trifásica a 50 Hz, que se alimenta a través de transformadores a la red pública de distribución de 110 kV.
Hoy en día, la columna vertebral de la red ferroviaria está formada por el circuito de 27 kV entre las dos centrales eléctricas y la subestación de Gösing de reciente construcción y la línea de transmisión desde la subestación de GÖsing hasta la subestación de Rabenstein de nueva construcción. Después de la finalización de estas instalaciones, se cortó la alimentación directa a la catenaria en Wienerbruck y las subestaciones de Kirchberg an der Pielach y Ober-Grafendorf. Como resultado, la alimentación en el tramo de montaña se ha mejorado significativamente.
La sala de control de la central eléctrica de Erlaufboden estaba controlada de forma remota, además de sus propias máquinas, así como los conjuntos de máquinas de la planta de Wienerbruck. Las subestaciones intermedias de Gösing y Rabenstein fueron monitorizadas y controladas a distancia por el operador del sistema EVN en Maria Enzersdorf.
Desde junio del 2014, la nueva planta de conversión de Klangen (municipio de Weinburg) y la subestación recientemente construida de Laubenbachmühle (municipio de Frankenfels) han sido conectada y alimentan la red de tracción; a finales del 2014, las subestaciones de Rabenstein y Gösing también fueron convertidas y modernizadas. Desde que se ha completado esta fase de conversión, el funcionamiento de los sistemas de corriente de tracción está a cargo de la propia NÖVOG. Se está en fase de prueba del nuevo sistema de telecontrol correspondiente. Las máquinas que conforman la central eléctrica de Erlaufboden permanecen en reserva. La planta eléctrica de Wienerbruck fue completamente retirada de la red ferroviaria, y solo suministra corriente a la re de EVN.
La ubicación de los sistemas de suministro de energía se pueden encontrar en la lista de los sistemas de corriente de tracción de Austria.

## Precios y reducciones
Además de la propia tarifa de la empresa NÖVOG para el ferrocarril de Mariazell, también se aceptan los billetes de la Verkehrsverbunds Ostregion (asociación de transporte de la región Este), así como en la sección Mitterbach-Mariazell también los billetes de steirischen Verkehrsverbunds (asociación de trnasporte de Estíria). Los poseedores de la ÖBB Vorteilscard tienen una reducción del 40% sobre la tarifa de la línea, y también se reconoce la ÖBB Österreichcard. Para el tren nostálgico „Ötscherbär“ así como para los trenes de vapor, se aplicará un recargo. Los billetes se pueden comprar en el tren sin coste adicional.

## Literatura

#### En alemán
- Rudolf Elmayer-Vestenbrugg: Denkschrift über die Errichtung der niederösterreichischen Landes-Elektrizitätswerke als Grundstock der NEWAG und über die Elektrifizierung der niederösterreichisch-steirischen Alpenbahn St. Pölten–Mariazell–Gusswerk. NEWAG, 1961.
- Horst Felsinger, Walter Schober: Die Mariazellerbahn. Verlag Pospischil, Wien 1971, 1973, 1979, 2002 (en línea).
- Wolfdieter Hufnagl: Die Niederösterreichischen Landesbahnen. Transpress, Stuttgart 2003, ISBN 3-613-71214-8, S. 146–164.
- Walter Krobot, J. O. Slezak, H. Sternhart: Schmalspurig durch Österreich. 4. Auflage. Slezak, Wien 1991, ISBN 3-85416-095-X.
- Hans P. Pawlik: Technik der Mariazellerbahn. Slezak, Wien 2001, ISBN 3-85416-189-1.
- Hans P. Pawlik: Mariazellerbahn in der Landschaft. Slezak, Wien 2000, ISBN 3-85416-188-3.
- Josef O. Slezak, Hans Sternhart: Renaissance der Schmalspurbahn in Österreich. Slezak, Wien 1986, ISBN 3-85416-097-6.
- Markus Strässle: Schmalspurbahn-Aktivitäten in Österreich. Slezak, Wien 1997, ISBN 3-85416-184-0.
- Peter Wegenstein: Mariazellerbahn und „Krumpe“, Bahn im Bild, Band 204. Verlag Pospischil, Wien 1999.
- Autorenkollektiv: Elektrisch nach Mariazell „Die ersten 100 Jahre“. Railway-Media-Group, Wien 2011, ISBN 978-3-9503057-2-2.
- Österr. Siemens-Schuckert-Werke (Hrsg.): Die Einphasen-Wechselstrombahn St. Pölten–Mariazell. 1926; Railway-Media-Group, Wien 2010 (Reprint).
- Franz Gemeinböck, Markus Inderst: Mariazellerbahn – Die Niederösterr.-Steirische Alpenbahn. Kiruba-Verlag, Mittelstetten 2011, ISBN 978-3-9812977-3-7.
- Markus Inderst: Schmalspurige Dauerläufer. In: Eisenbahn-Geschichte Nr. 67 (Dezember 2014 / Jänner 2015) & Nr. 68 (Februar/März 2015), DGEG-Medien GmbH, Hövelhof.

#### En inglés
- Narrow Gauge Railways in Austria: Mariazellerbahn, Ybbstalbahn, Steyrtalbahn, Hollentalbahn, Florianerbahn, Achenseebahn, Schneebergbahn (May 2010) Books LLC, ISBN 978-1155850641

## Videos
- SWR-Eisenbahn-Romantik: Die Mariazellerbahn (Película 323)
- SWR-Eisenbahn-Romantik: Die Mariazellerbahn – auf der Himmelstreppe zur Wallfahrt (Película 816) Archivado el 19 de agosto de 2018 en Wayback Machine.
- Trenes en vídeo: Die Mariazellerbahn (Película 37)
- 3sat: Die Mariazeller Bahn – Die Entdeckung der Langsamkeit (2009)

## Enlaces
- Página oficial del ferrocarril de Mariazell (NÖVOG) (www.mariazellerbahn.at)
- Folleto informador de las rutas de los balnearios austríacos, estaciones de verano y de invierno, realizado en 1909, folleto de Viena y los bosques de Viena
- Mariazellerbahn, página web de NÖVOG (www.noevog.at)
- Club Mh.6 (www.mh6.at)
- Fotos de todos los portales de túnel del ferrocarril de Mariazell, de Eisenbahntunnel.at
- Aktueller Horarios de NÖVOG